# Chapelle Notre-Dame de Quilinen
Pour les articles homonymes, voir Chapelle Notre-Dame, Notre-Dame, Briec#Autres chapelles et Saint-Avé.
La chapelle Notre-Dame de Quilinen, située au cœur du village de Quilinen sur la commune de Landrevarzec, au Nord de Quimper, en Bretagne, est célèbre pour ses étonnantes peintures murales, ses voûtes partiellement en pierre, rares en Bretagne, tout comme son calvaire à base triangulaire, sur laquelle reposent deux triangles de pierres superposés et formant une étoile de David qui  accueillent quarante sept statues.
Construction seigneuriale du XVe siècle, attestée par les sources en 1495, classée au titre des monuments historiques en 1990, la chapelle, ancienne église tréviale, fait l'objet d'une restauration importante entre 2013 et 2017, faisant réapparaître des peintures murales du XVIe siècle. Le calvaire est restauré en 2018.

## Étymologie
Selon une légende apocryphe, le nom Quilinen proviendrait de « Ki (chien en breton) ar linen (ligne en breton) » car un chien aurait déplacé une ligne tracée au sol pour dessiner le plan de la future chapelle.
Bernard Tanguy, dans son "Dictionnaire des noms de communes, trèves et paroisses du Finistère" écrit que le nom « Quillinen » correspond à celui du saint gallois Celynin, honoré à Llanpumsaint, dans le Carmarthenshire, également honoré à Saint-Quilinan-Bihan, à Louargat (Côtes-d'Armor).

## Histoire
Aucun document écrit trouvé à ce jour ne parle de la construction de l'édifice, mais il est probable qu'il ait été bâti à l'emplacement d'une chapelle plus ancienne, comme l'évoquent certaines pierres de la construction qui semblent être des reprises. La chapelle actuelle a été construite en deux temps au XVe siècle. De nombreux indices suggèrent que la nef aurait été construite avant 1449. Un écu extérieur de l'édifice, évoquant Jean de Lespervez, évêque de Quimper entre 1451 et 1472, nous donne une indication sur la date probable de construction initiale du cœur et du bras du transept la chapelle.
Les armes de Bretagne qui figuraient jadis en haut de la maîtress-vitre suggèrent que la chapelle a bénéficié de la protection des ducs de Bretagne ; sept macles présentes sur la clef de voûte font penser qu'elle a aussi bénéficié de celle de la Maison de Rohan, qui possédait le Quéménet-Even voisin
La chapelle est inscrite à l'inventaire des monuments historiques le 5 octobre 1925. Mais la chapelle semble avoir été construite par la famille de Kerguelen, dont les traces sont nombreuses dans l'édifice. Par son mariage en 1413 avec Guillaume de Kerguelen, Isabeau de Quistinic apporta à ce dernier la seigneurie de Keranroc´h et les droits de prééminence en l'église tréviale de Quilinen, même si la chapelle actuelle a probablement été construite par leur fils Guillaume II de Kerguelen, marié en 1449 avec Blanche de Launay, héritière de la terre de Penanjeun en Briec, dont les armes sont présentes plusieurs fois dans la chapelle, achevée avant 1495.
L'église tréviale était entourée d'un cimetière, réaménagé en 1785. En 1868, Le clocher, situé initialement au-dessus de l'arc triomphal, fut transféré sur le pignon occidental par l'architecte diocésain Joseph Bigot.
La chapelle souffre de la tempête des 15 et 16 octobre 1987 qui balaye la région. Elle a bénéficié d'une importante restauration entre 2013 et 2017, ce qui a permis de faire réapparaitre une rare représentation de la Roue de Fortune datant du XVIe siècle sur le mur sud du chœur et un ensemble de peintures murales réalisées en 1621 dans la chapelle nord.
La chapelle de Quilinen et ses peintures murales, le calvaire voisin, le sol de la parcelle où se situent la chapelle et le calvaire, ainsi que la fontaine Notre-Dame-de-Quilinen sont classés au titre des monuments historiques par arrêté du 9 octobre 1990.
Les dégâts provoqués par l'ouragan du 15 octobre 1987 ont nécessité de très importants travaux de restauration qui ont commencé en 2013, pour prendre fin en 2017.

## Architecture extérieure
Les murs sont en granite et en schiste.

### Porche méridional
Un portail monumental composé de deux portes géminées en plein-cintre réunies sous une voussure en arc brisé et surmontée d´une accolade à fleuron se trouve au milieu du mur sud de la nef.
Le tympan est orné de trois statues illustrant l'Annonciation, en calcaire.

### Façades
La façade ouest, épaulée par deux contreforts, est percée d'un portail surmonté d'une baie en arc brisé .

### Chevet

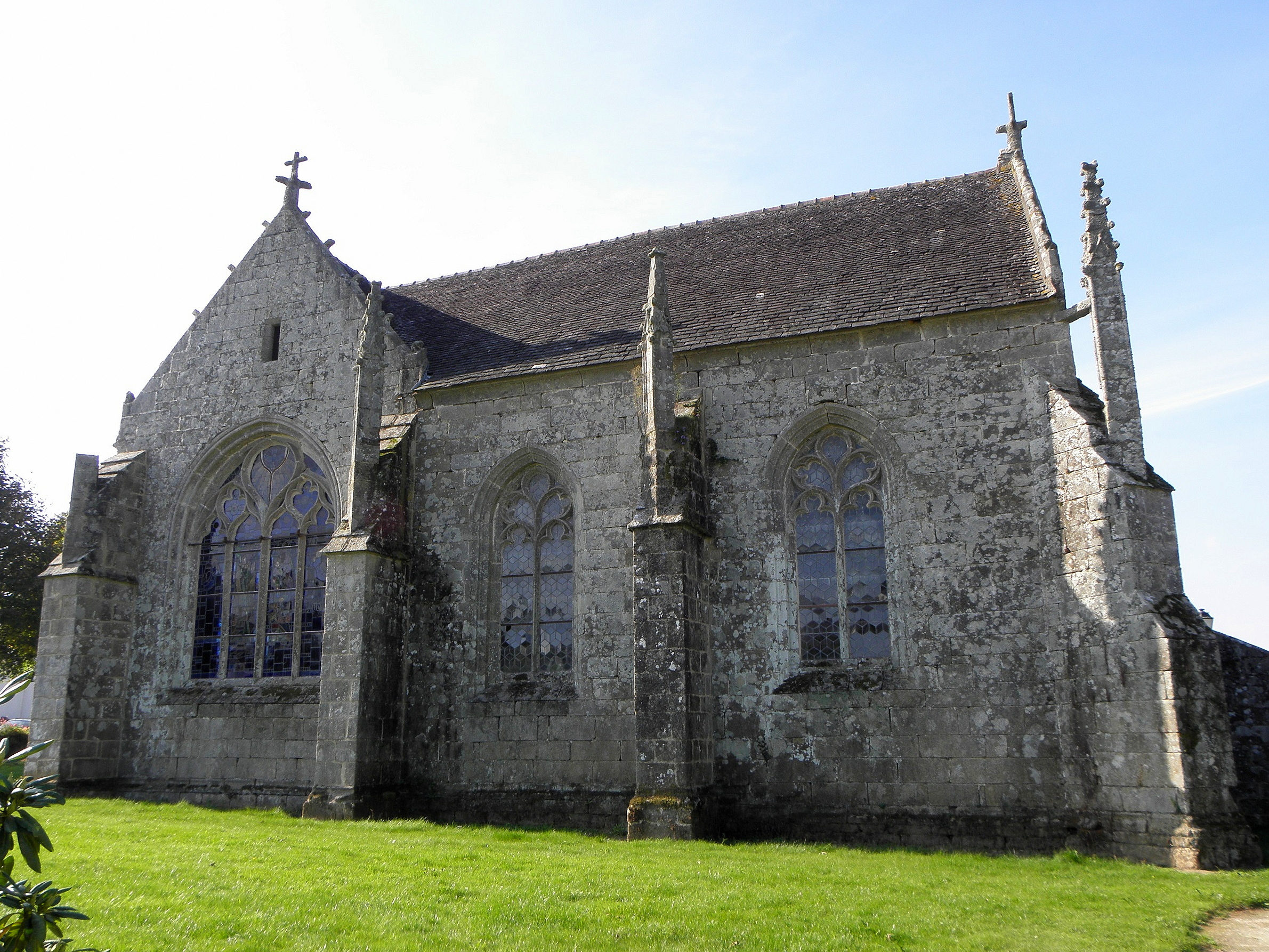
Le chevet de la chapelle, en 2011, avant la restauration.

### Clocher
À l'origine, le clocher se trouvait au centre de l'édifice, comme cela était la mode au XVe siècle, période de construction de la chapelle. Les piliers de l'édifice à l'intérieur, massifs, indiquent cela, tout comme, dans la voûte de pierre, les trous présents d'où pendaient jadis des cordes pour sonner les cloches. À l'extérieur, les contreforts centraux, plus imposants, s'expliquent aussi de cette façon.
Le clocher actuel, en pignon, est daté de 1868, et dû à l'architecte diocésain de l'époque, Joseph Bigot.

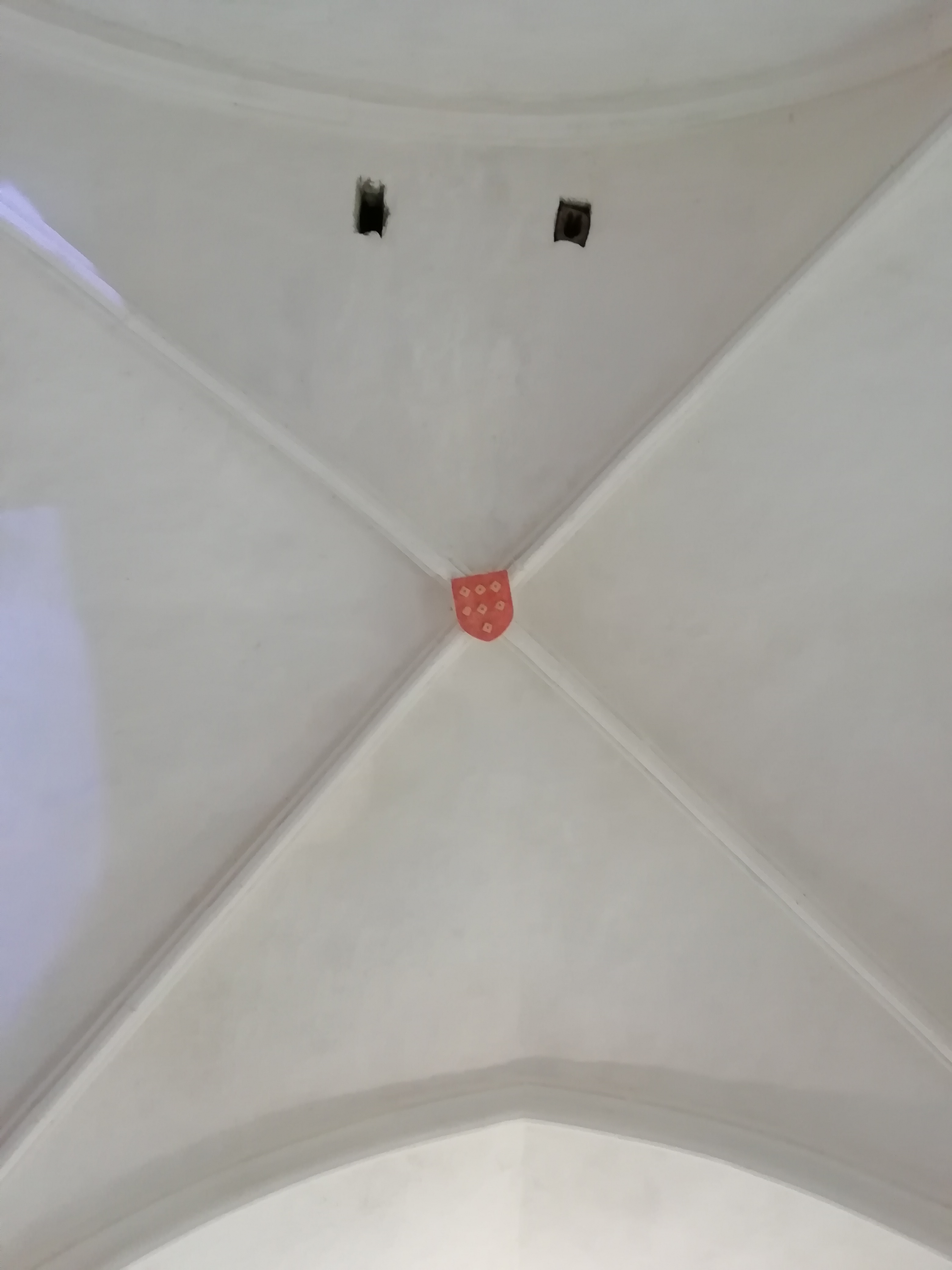
Voûte en pierre et  trou des cloches.

## Architecture et aménagement intérieurs

### Plan
L'édifice se compose d'une nef, d'un bas-côté nord, d'un chœur et d'une chapelle seigneuriale. Il est donc en forme d'équerre ou de L.

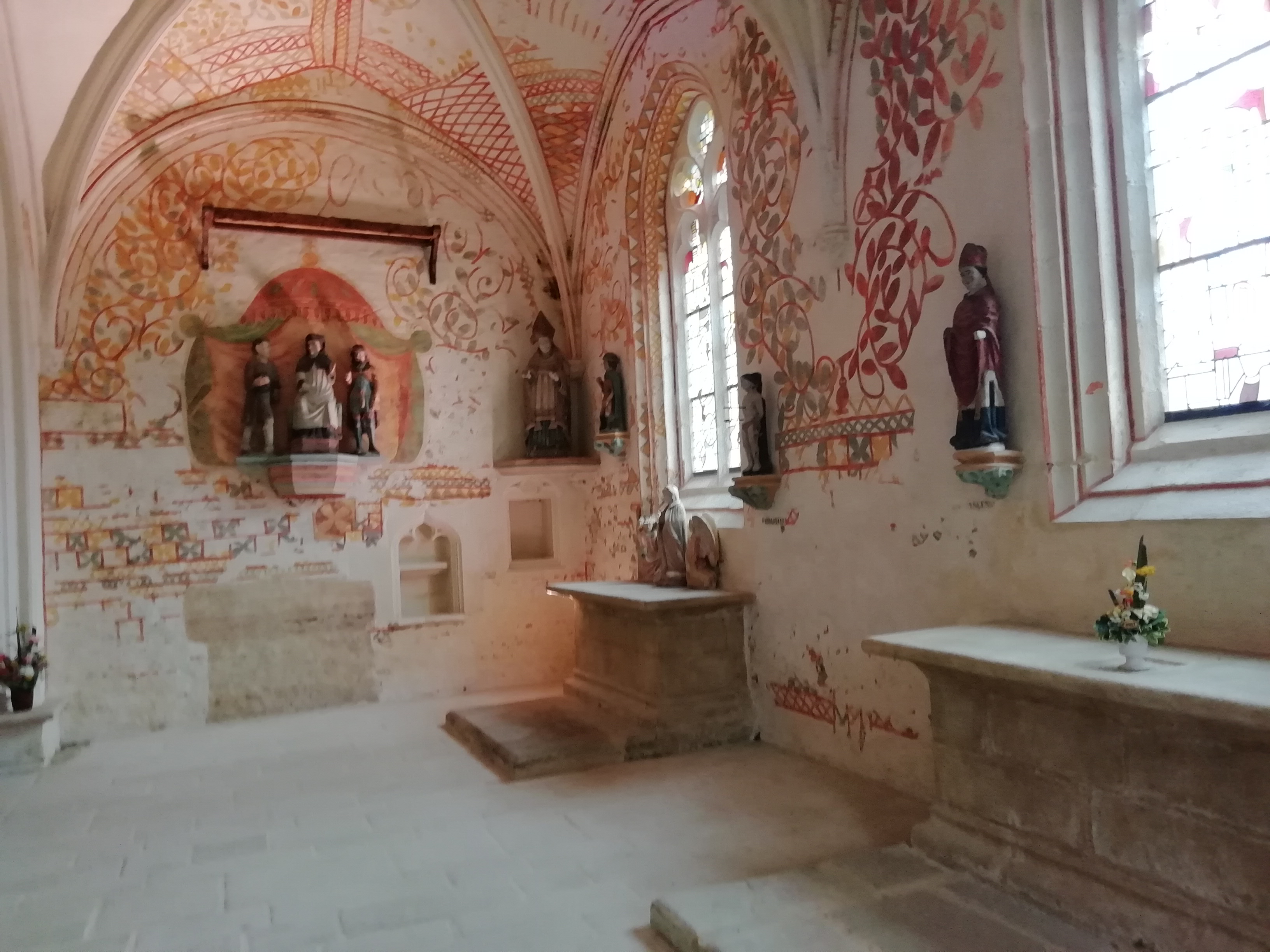
Chapelle seigneuriale
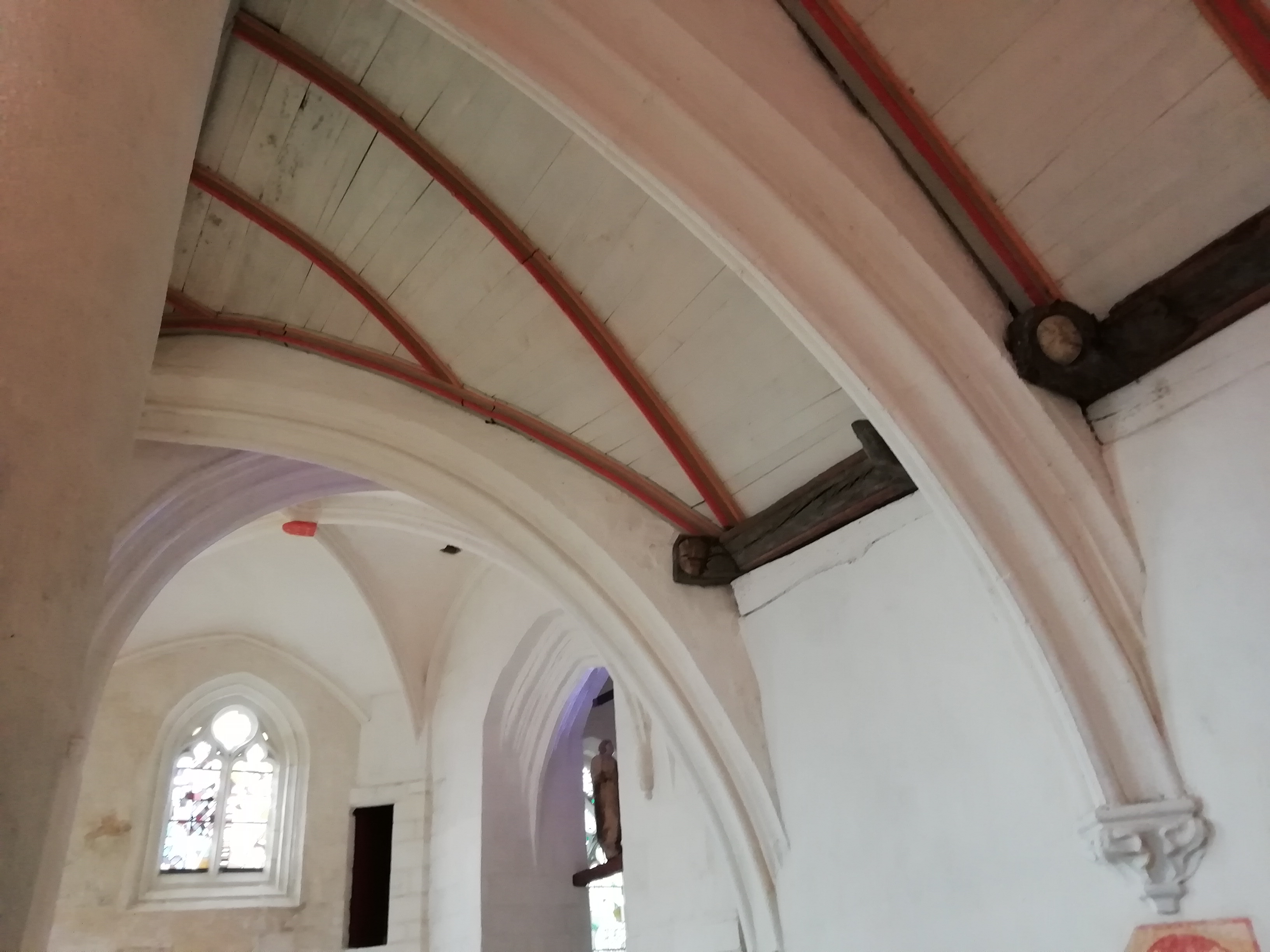
Charpente de la chapelle seigneuriale
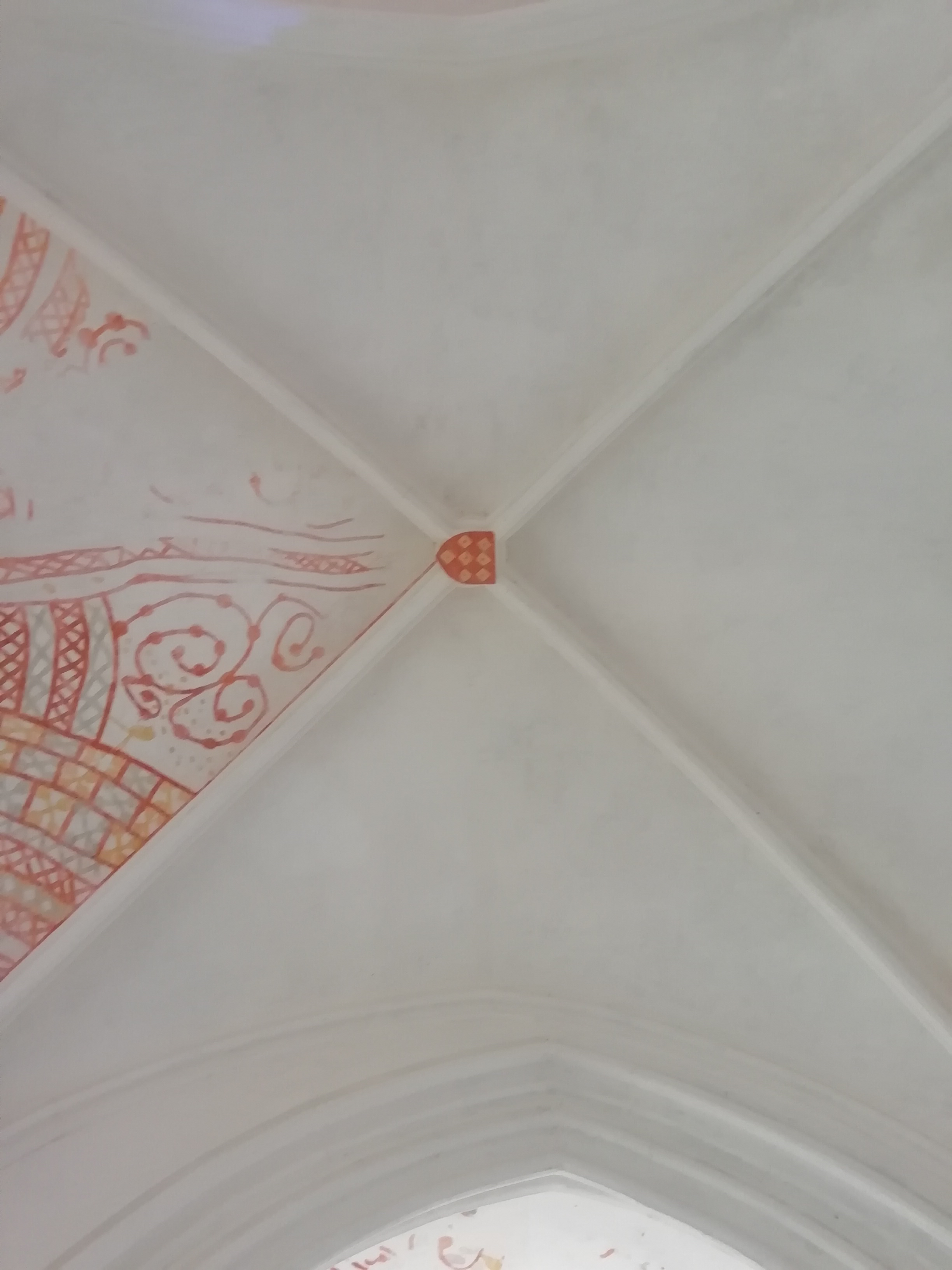
Voûte de la chapelle seigneuriale
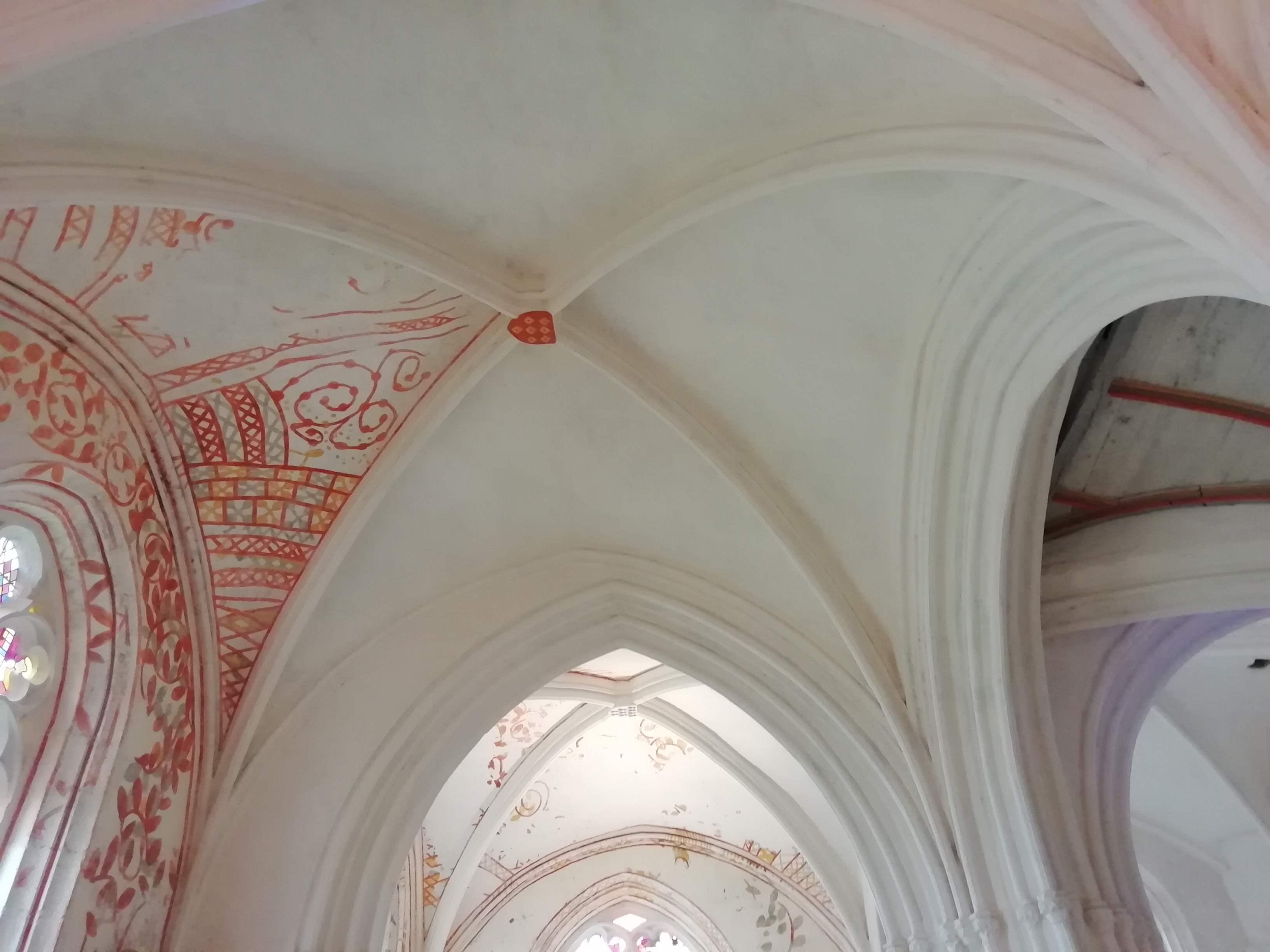
Voûte de la chapelle seigneuriale
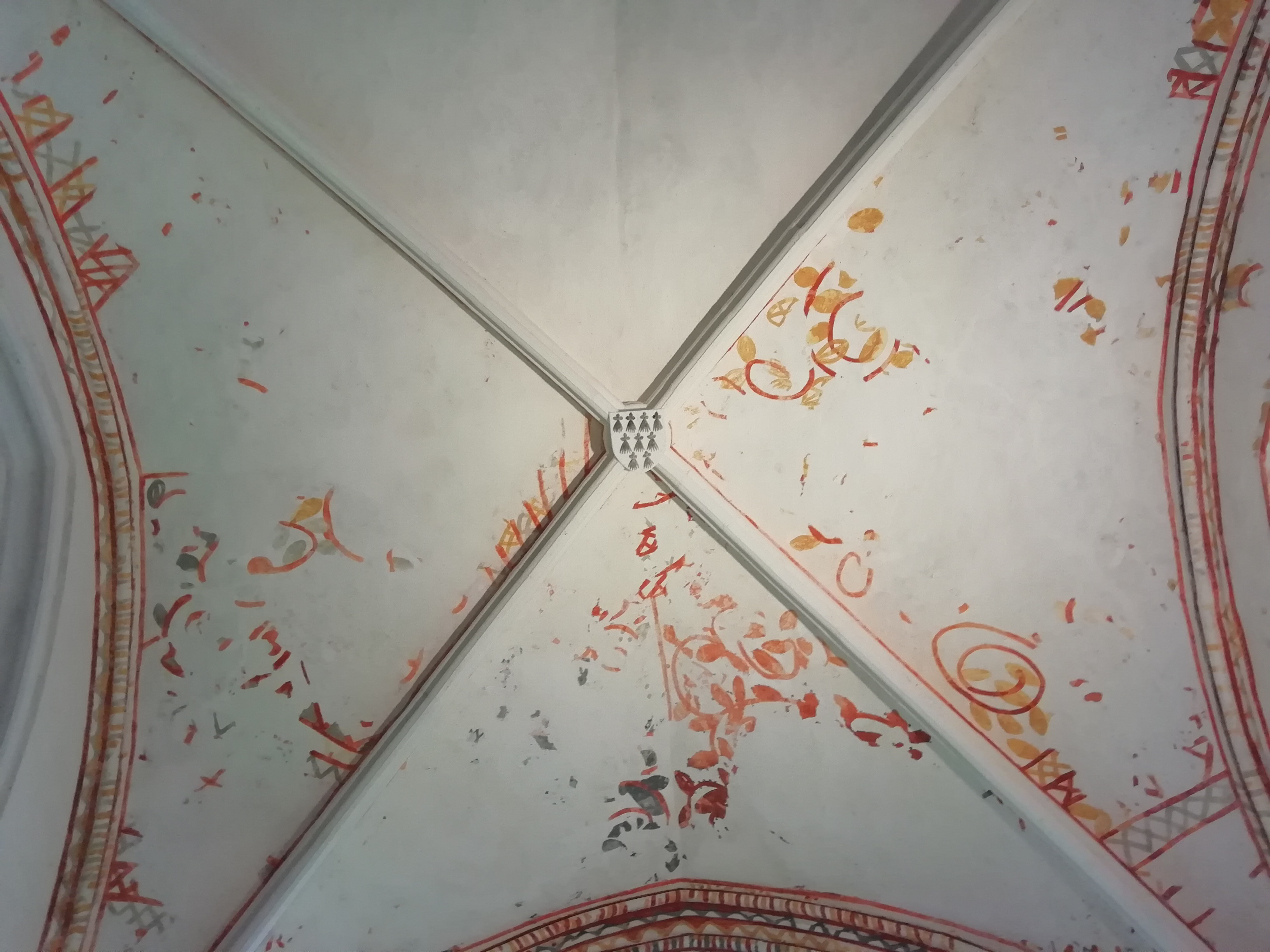
Voûte du chœur

### Chœur
Le chœur est  à chevet plat et est surmonté de travées voûtées avec des ogives quadripartites.

### Nef
La nef, simplement lambrissée, est constituée de trois travées et flanquée d'un unique bas-côté côté nord.

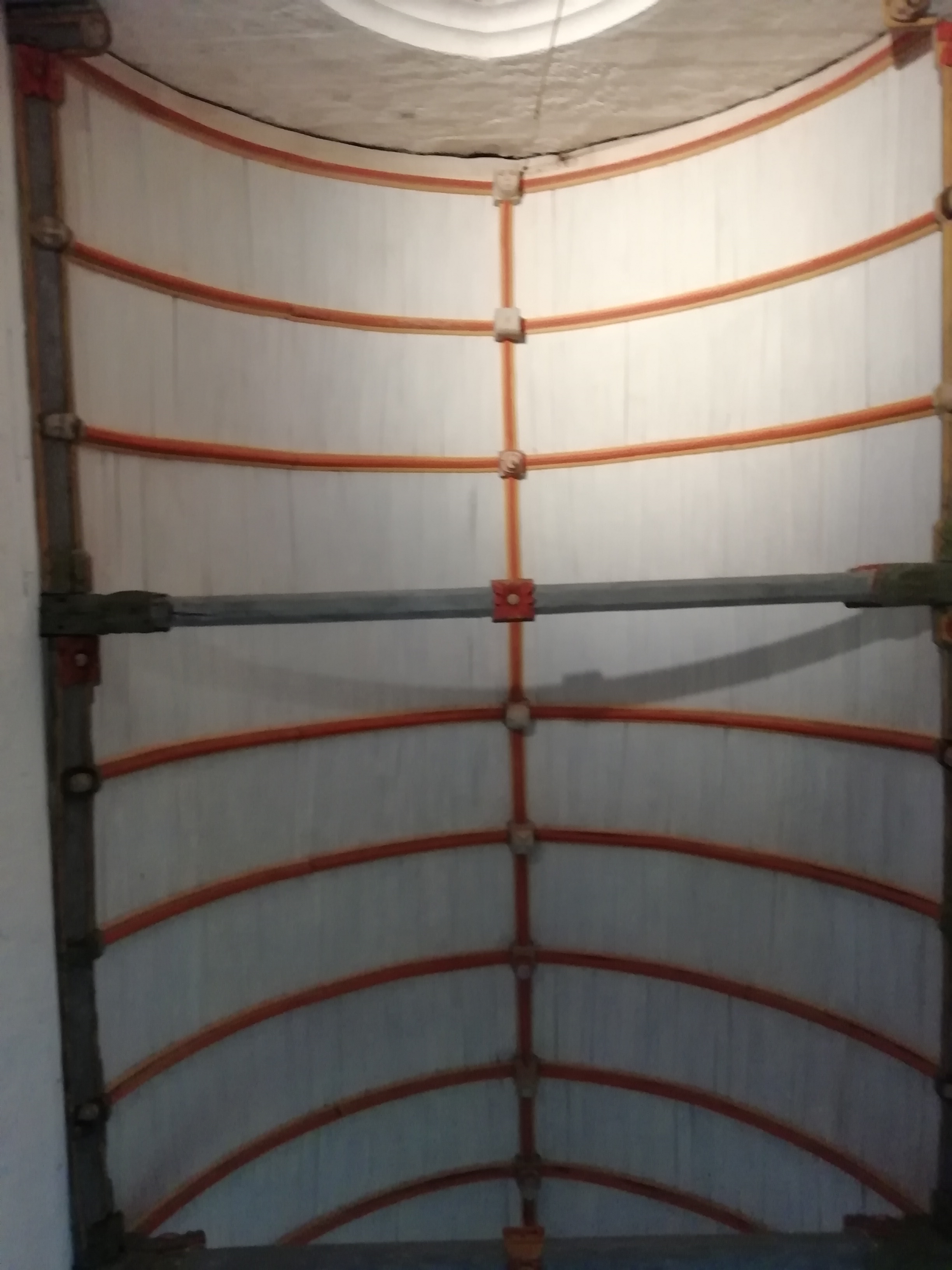
La voûte en lambris de la nef.
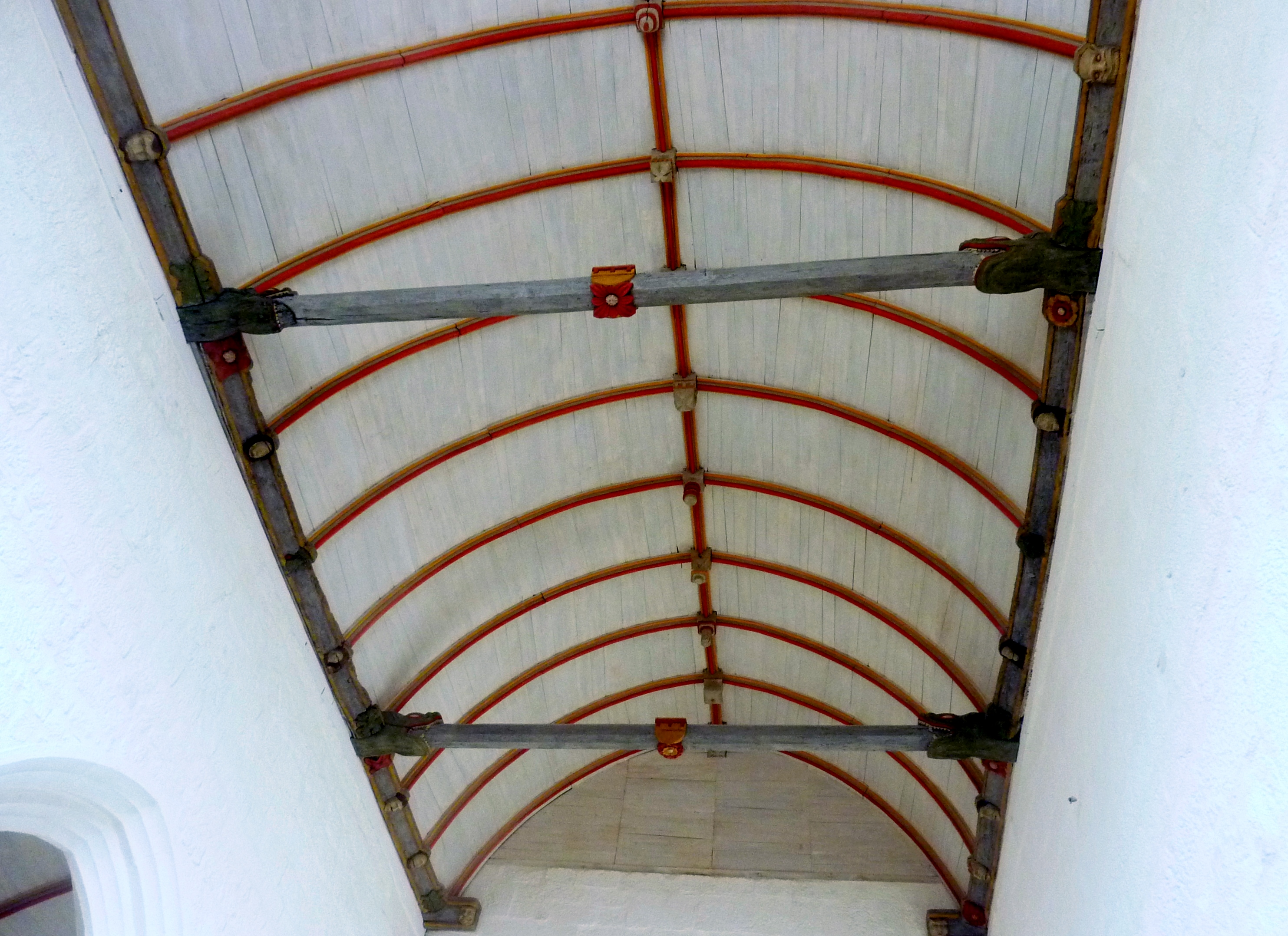
La voûte en lambris de la nef (après la restauration survenue en 2014).

### Bas côté
Le bas côté est couvert d'un lambris.

### Chapelle seigneuriale
L'imposante chapelle seigneuriale des Penanjeun-Launay, située sur le côté nord du chœur, compte également deux travées voûtées.

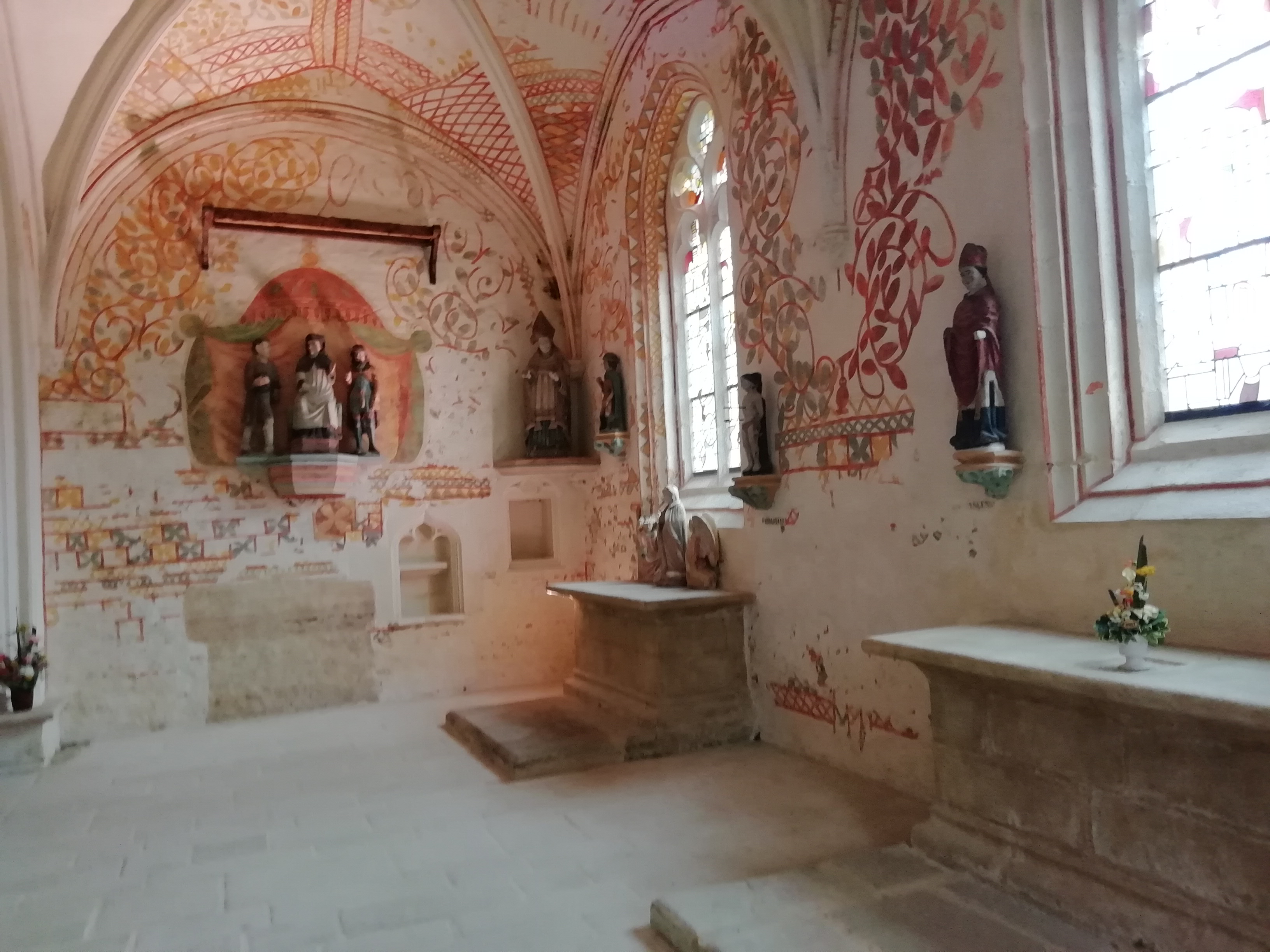
La chapelle seigneuriale et ses fresques murales.
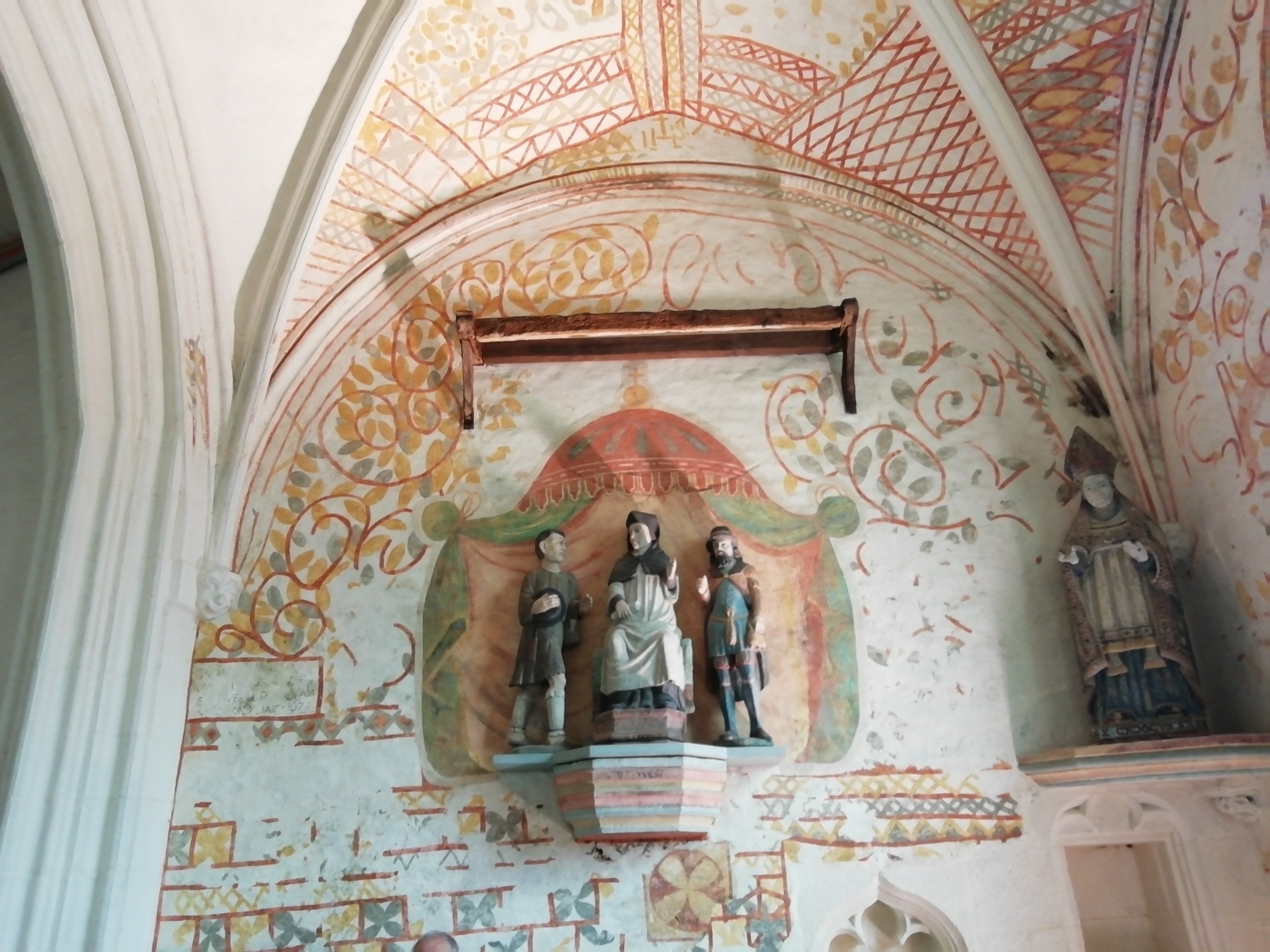
La chapelle seigneuriale et ses fresques murales ; groupe statuaire de "saint Yves entre le riche et le pauvre".
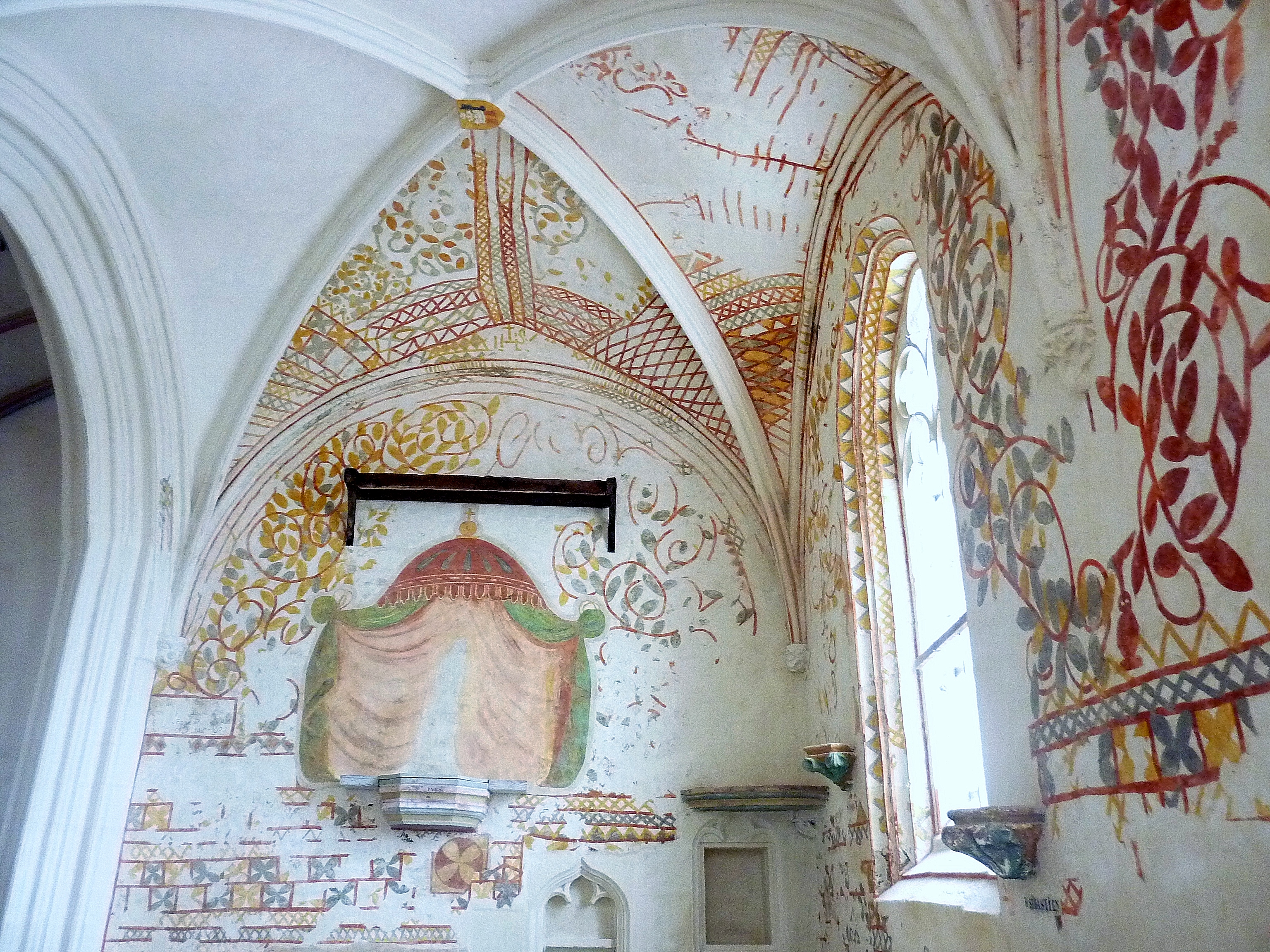
La chapelle seigneuriale et ses fresques murales (après la restauration survenue en 2014).

### Mobilier
La chapelle de Quilinen possédait une roue à clochettes que l'abbé Abgrall signale comme gisant « dans un coin de l'église au fond du transept nord, toute dégarnie de ses cloches. On n'y voit plus qu'un ouvrage en bois fixé à la muraille, et qui soutenait autrefois la roue à carillons ».
La chapelle possède de nombreuses statues dont celles de saint Cadoc, de saint Sébastien, de saint Roch, de saint Guénolé, d'une Vierge couronnée avec l'Enfant Jésus, ainsi qu'un groupe statuaire de saint Yves entre le riche et le pauvre et un autre de la Déploration du Christ. Une poutre de gloire orne aussi la chapelle.

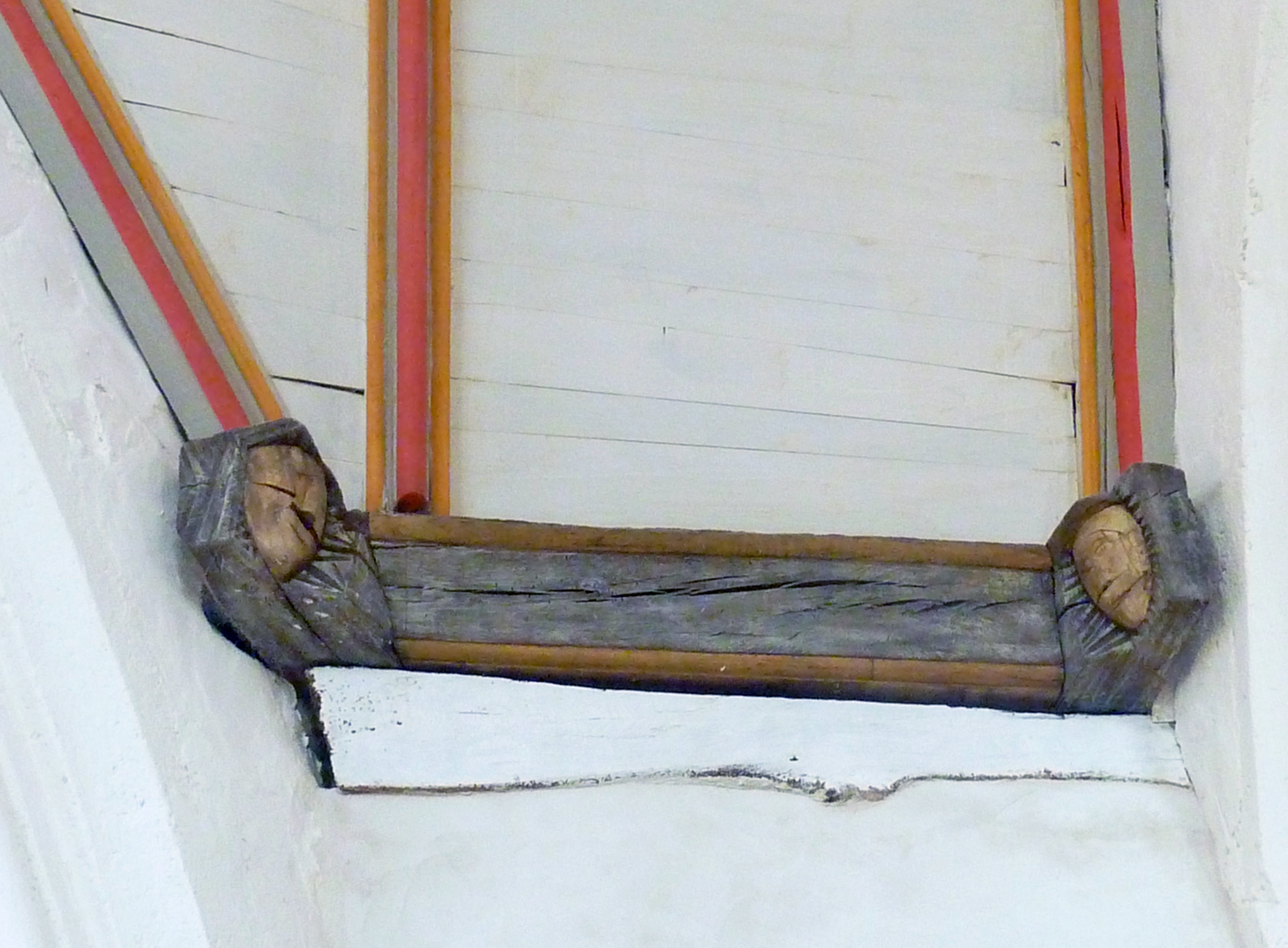
Fixation en bois de la roue à carillon, laquelle est malheureusement disparue.
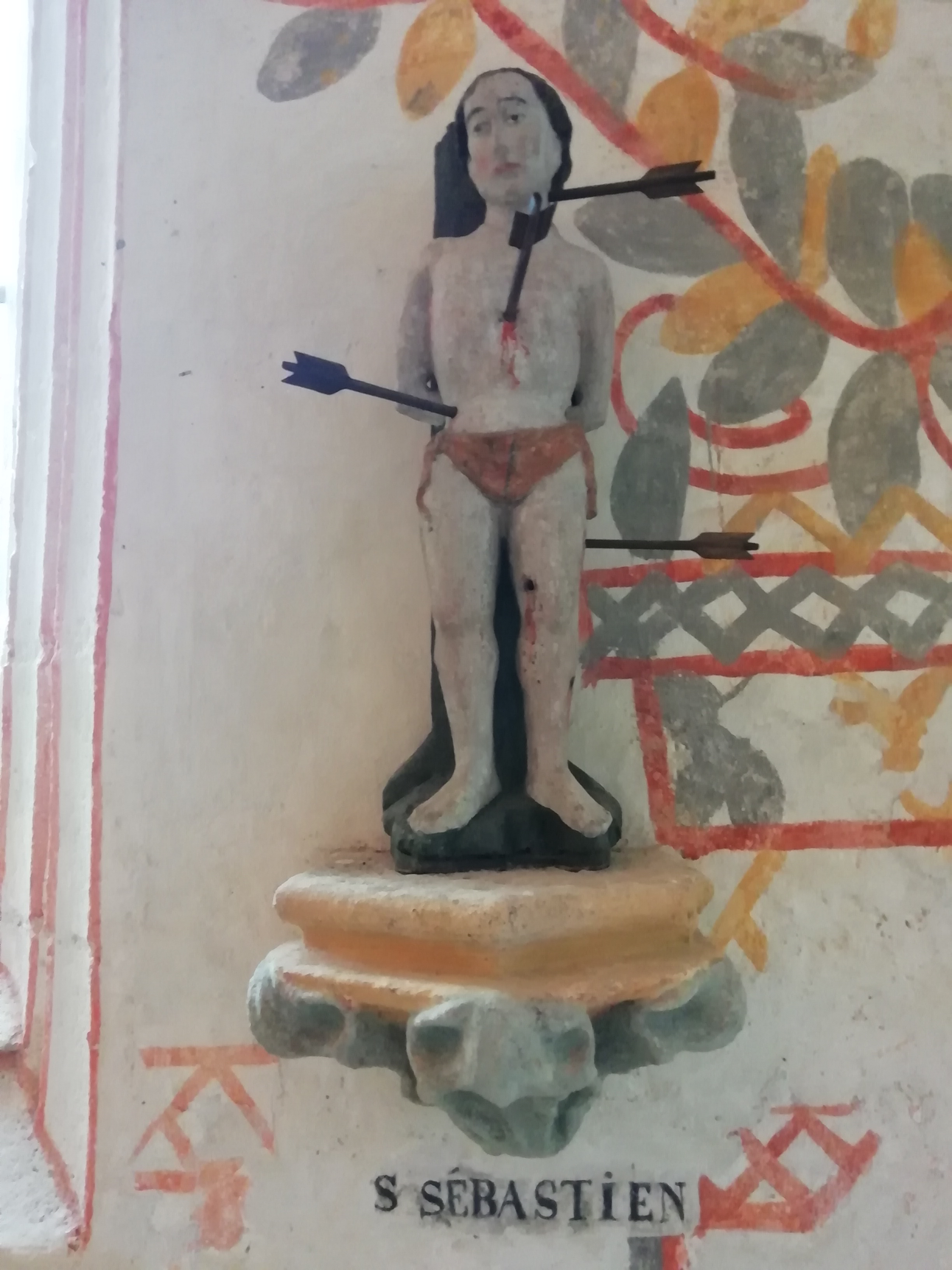
Statue de saint Sébastien.
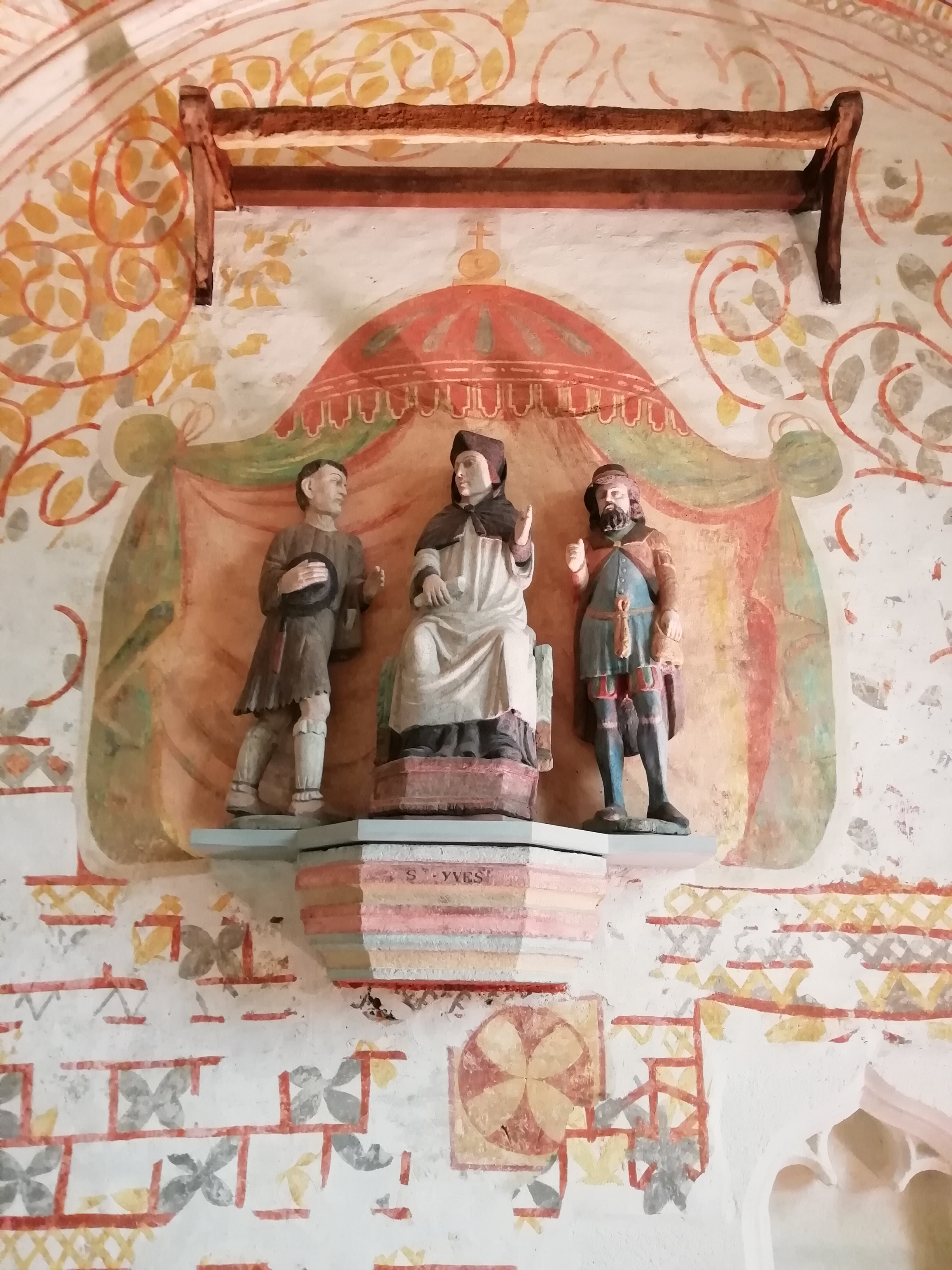
Groupe statuaire de "saint Yves entre le riche et le pauvre".
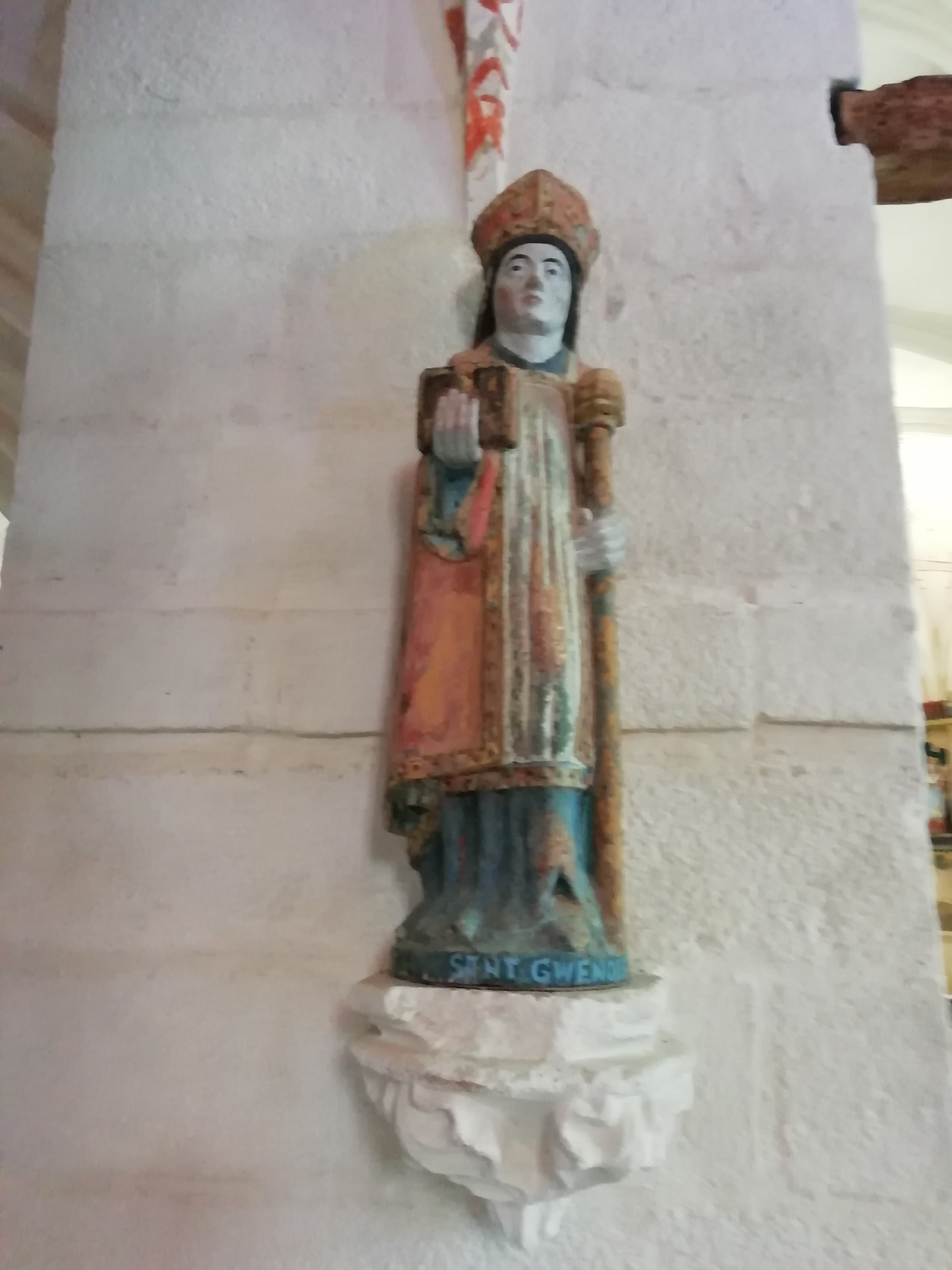
Statue de saint Guénolé.
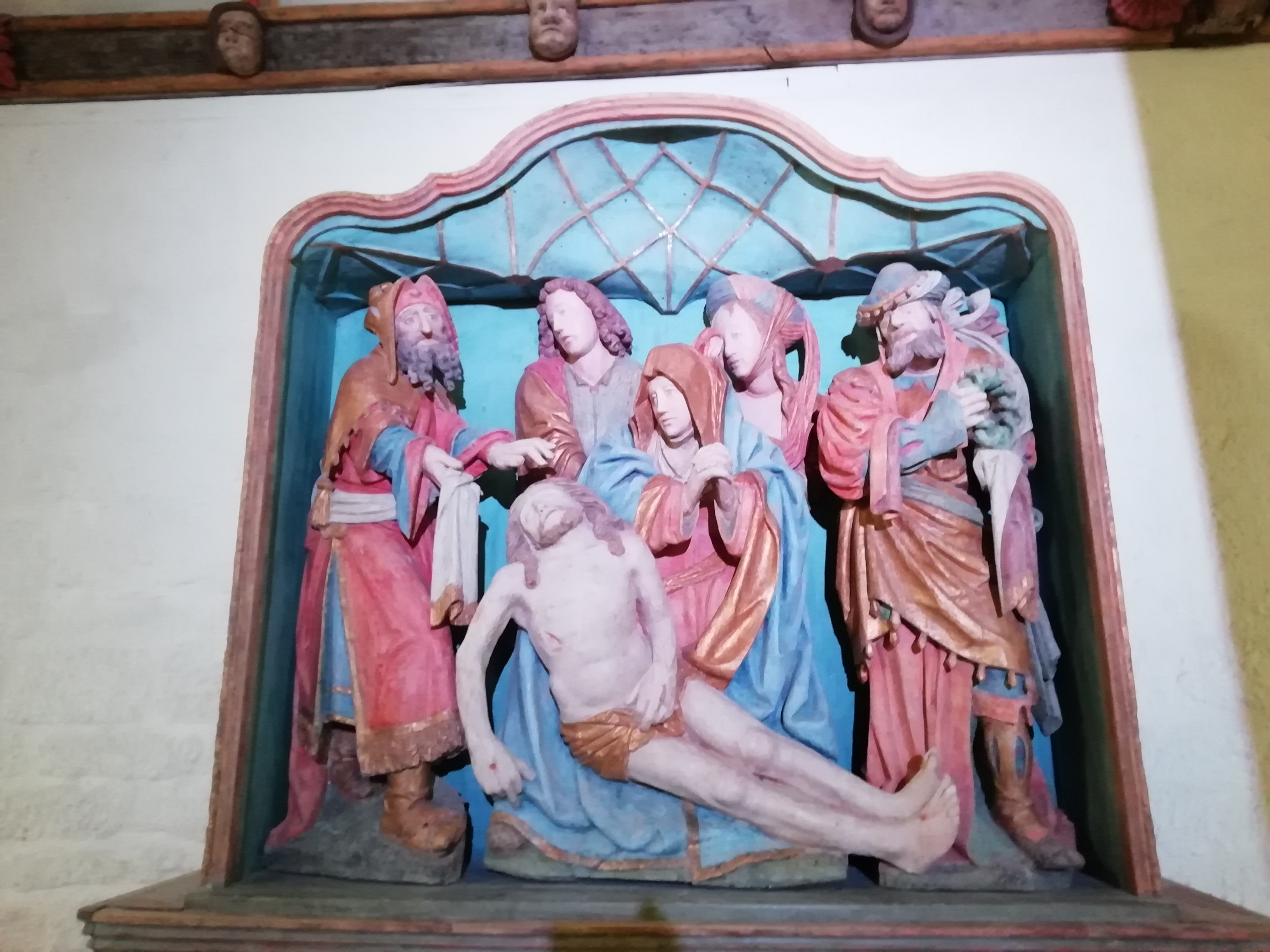
Descente de croix, déploration dans le bas-côté nord
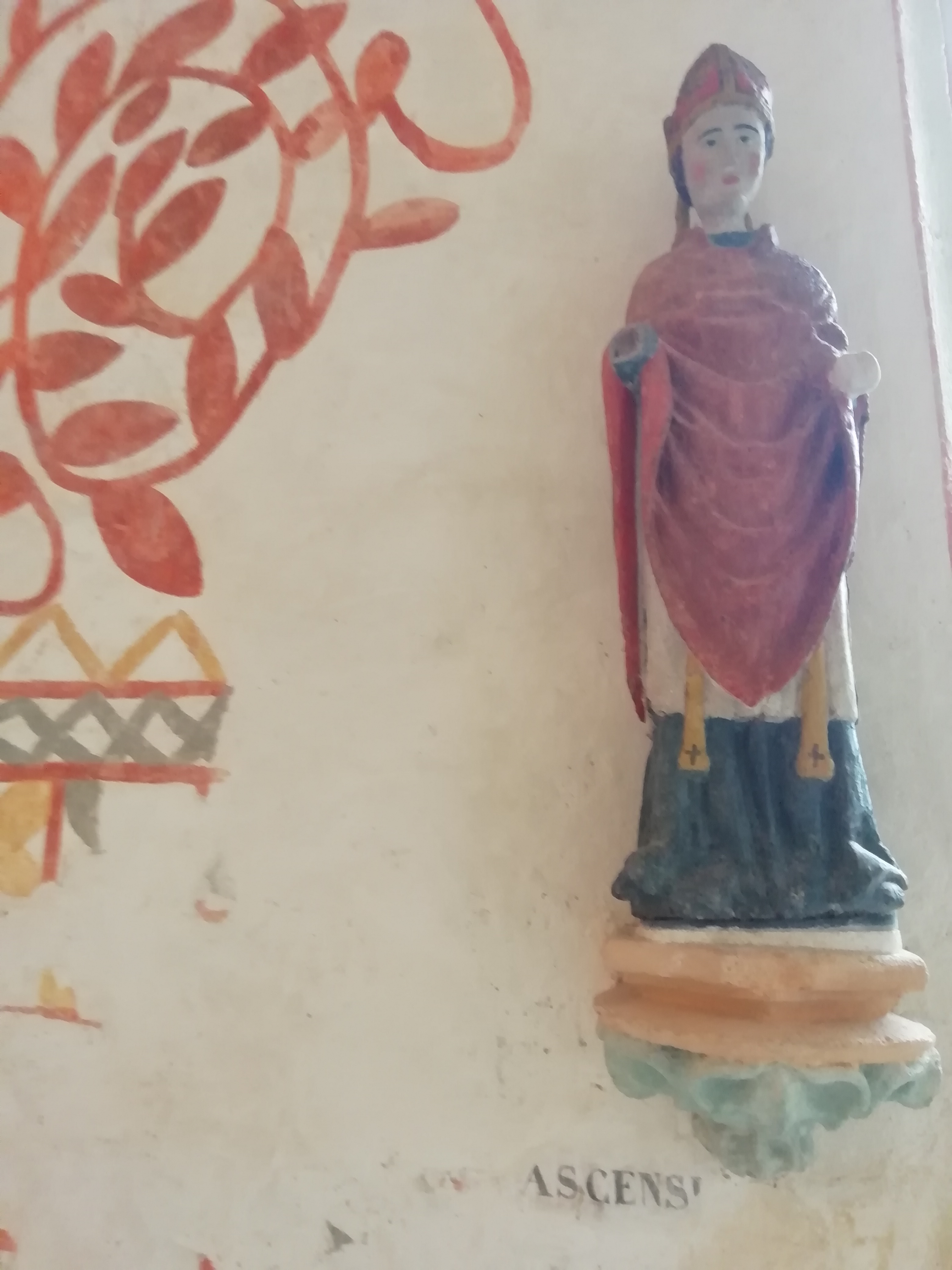
Statue de l'Ascension
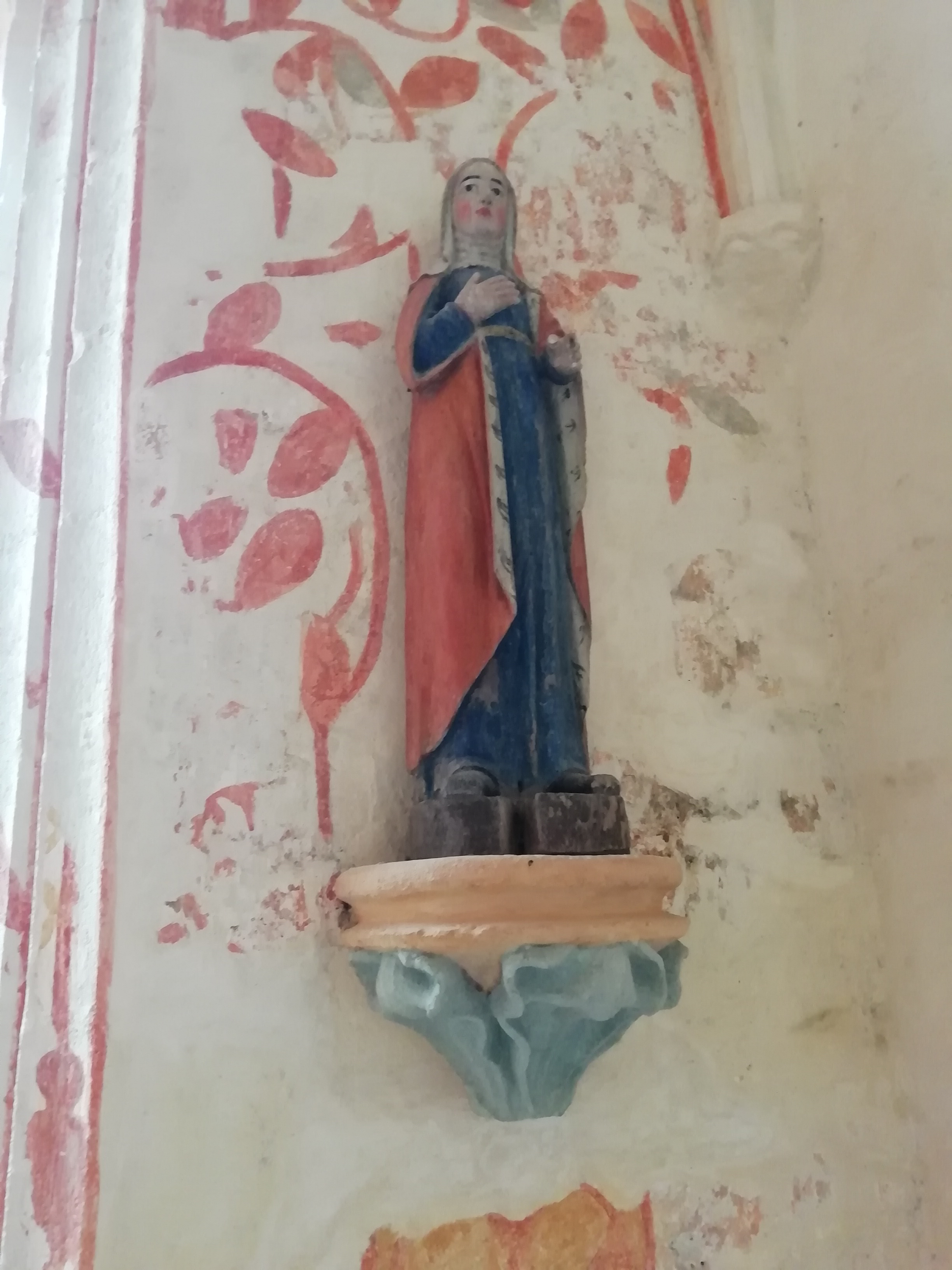
Statue de la Vierge Marie.
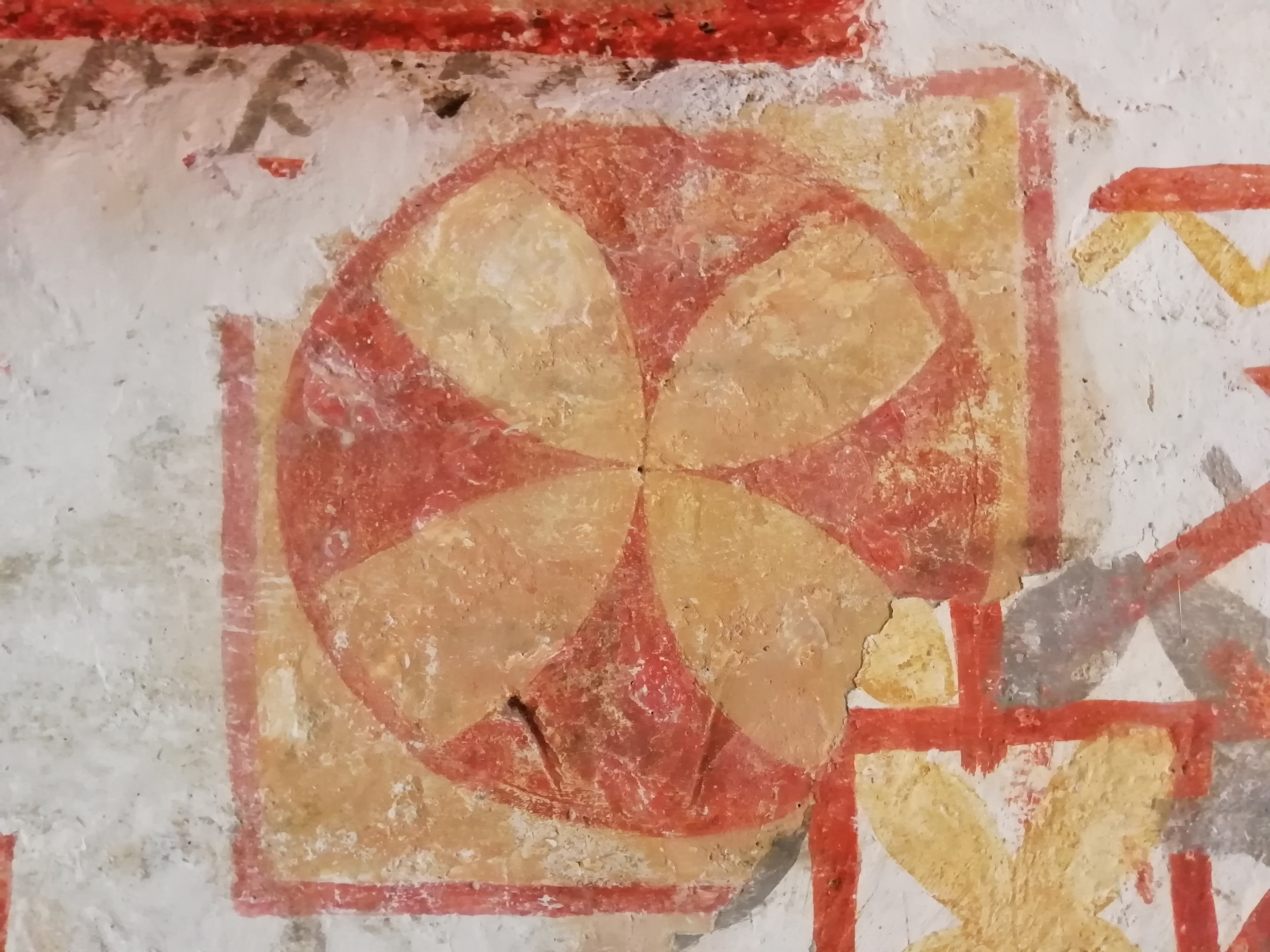
Croix de consécration.
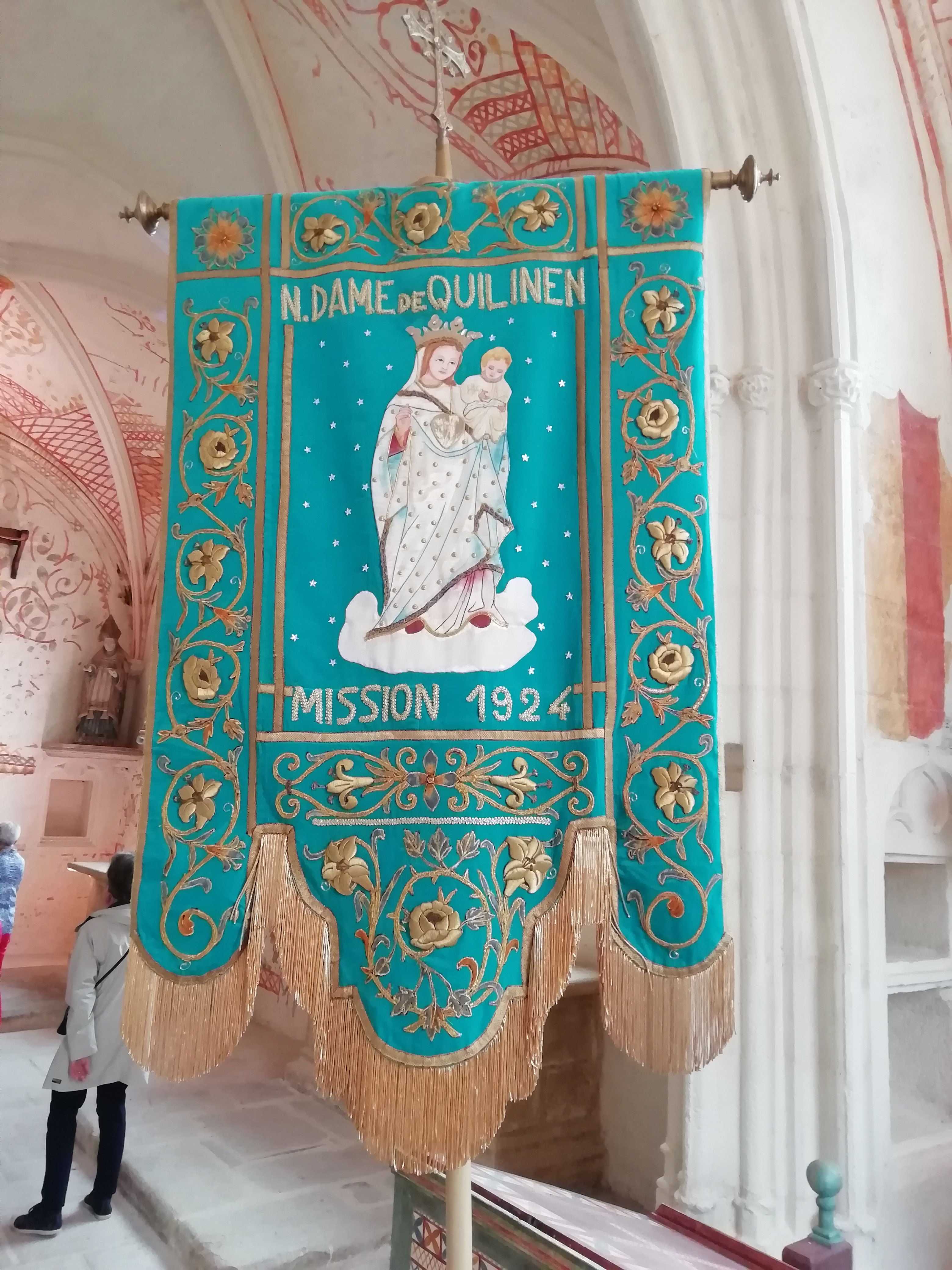
Bannière de la mission de 1924 après restauration.
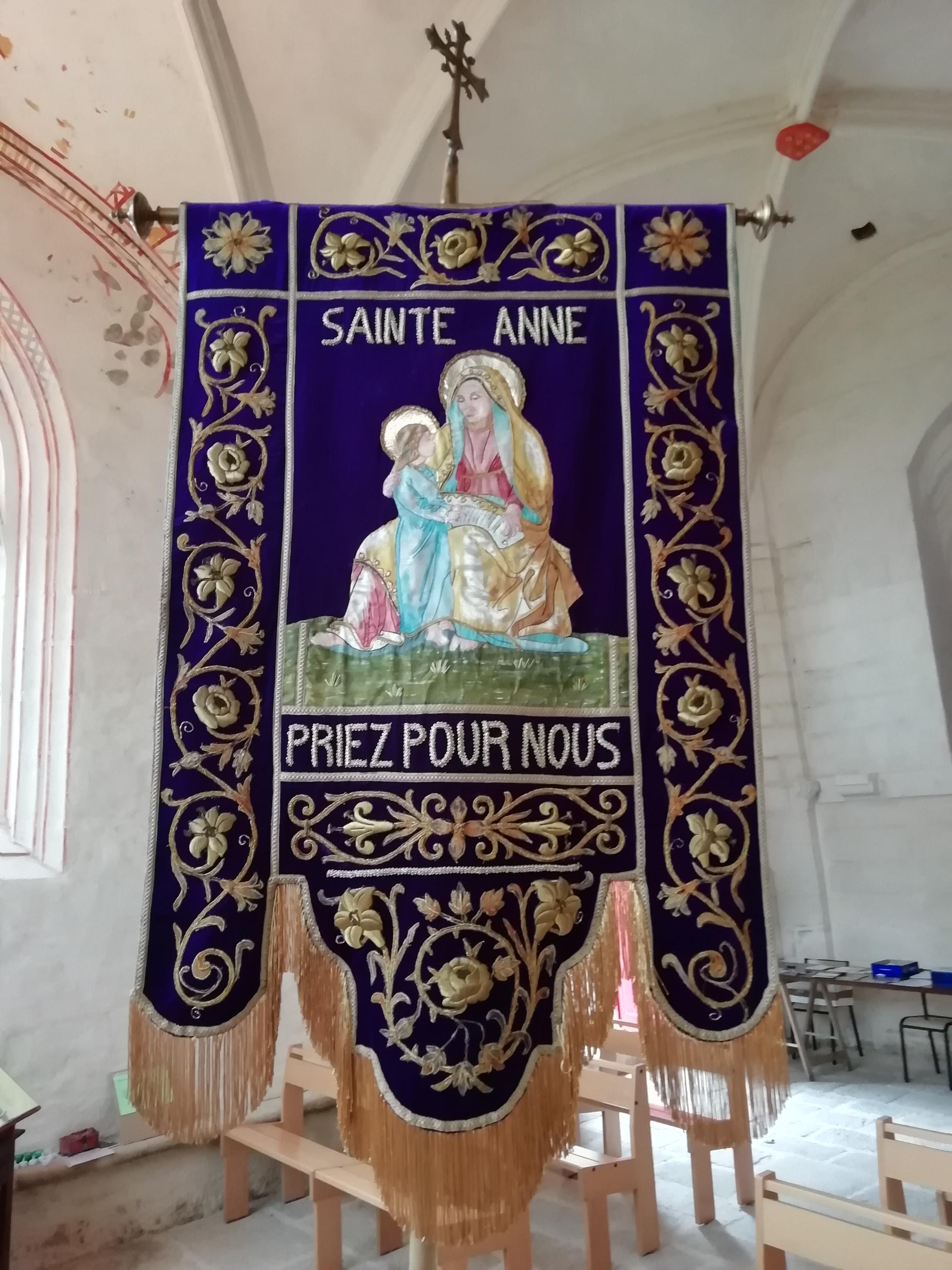
Bannière de mission de sainte Anne, après restauration (2018).

### Vitraux
Les vitraux actuels de la chapelle ont été installés en 2017 par le maître verrier quimpérois Antoine Le Bihan. La maîtresse-vitre représente Notre-Dame de Quilinen entre deux anges et saint Guénolé et provient aussi des ateliers Le Bihan.

## Le calvaire
Le calvaire de Quilinen, construit au XVIe siècle possède trois croix dont, au centre, celle du Christ et tout autour se trouvent les statues des apôtres et de divers saints comme saint Yves et une belle Pietà. Ce calvaire de Quilinen est l'un des plus originaux de Bretagne car il est construit sur un socle composé de deux triangles formant, du fait du décalage, une structure en étoile à six branches (une étoile de David). Selon Charles Barbarin, qui écrit en 1921, le calvaire, y compris les statues, « porte encore des traces de peinture prouvant qu'il était autrefois entièrement peint et doré ». « L'harmonieux agencement et cette originale disposition ascensionnelle des statues autour de la croix principale qui la fait ressembler à un grand arbre de Jessé », écrit Charles Le Goffic, est remarquable.

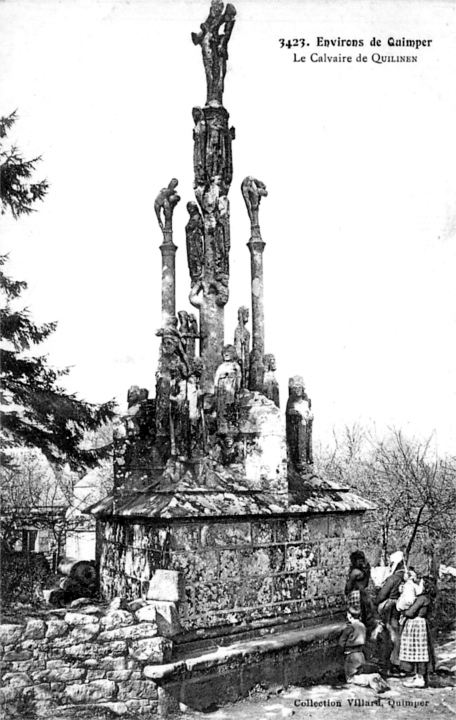
Le calvaire de Quilinen vers 1920 (carte postale Villard).
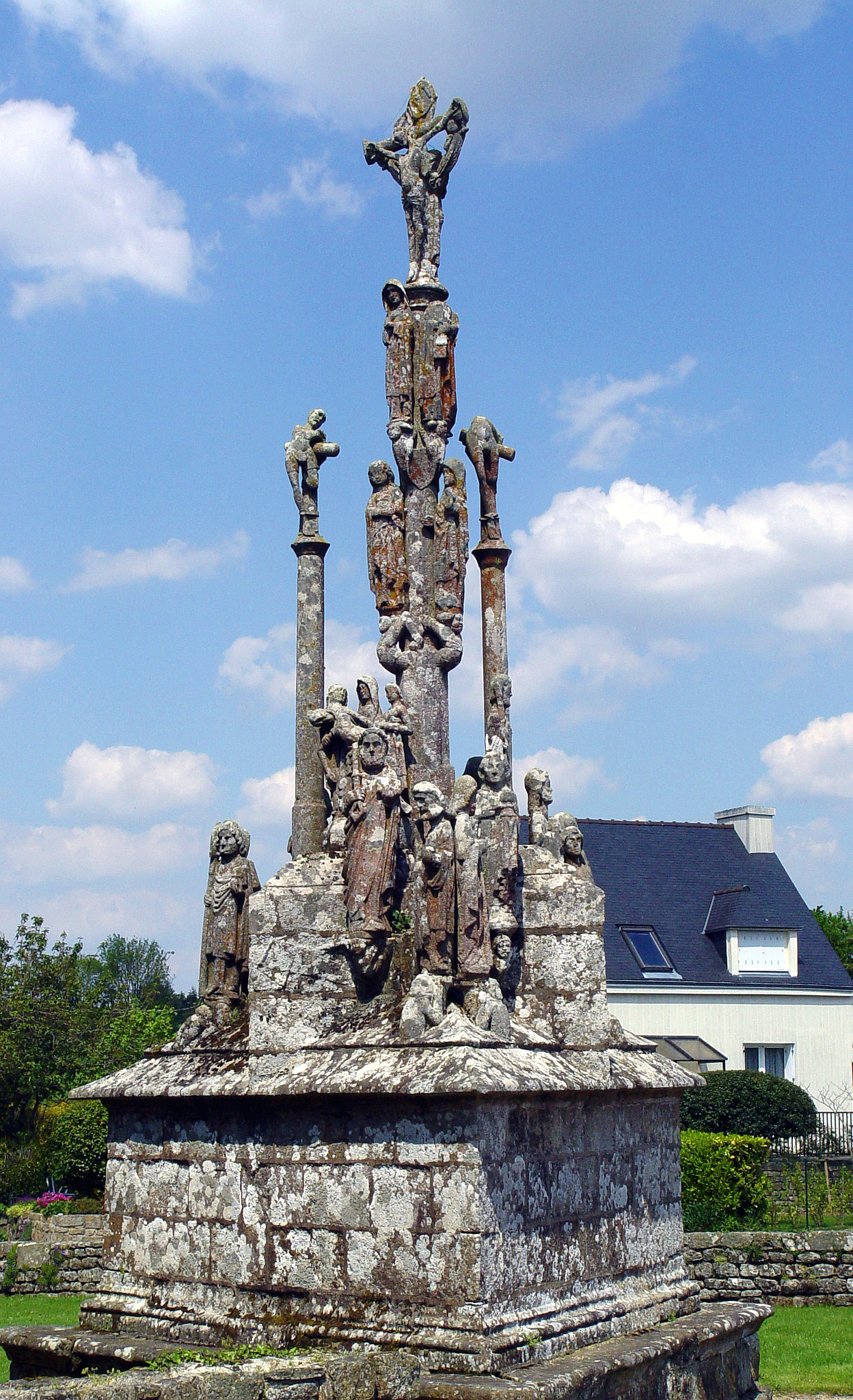
Le calvaire de Quilinen vu de l'ouest
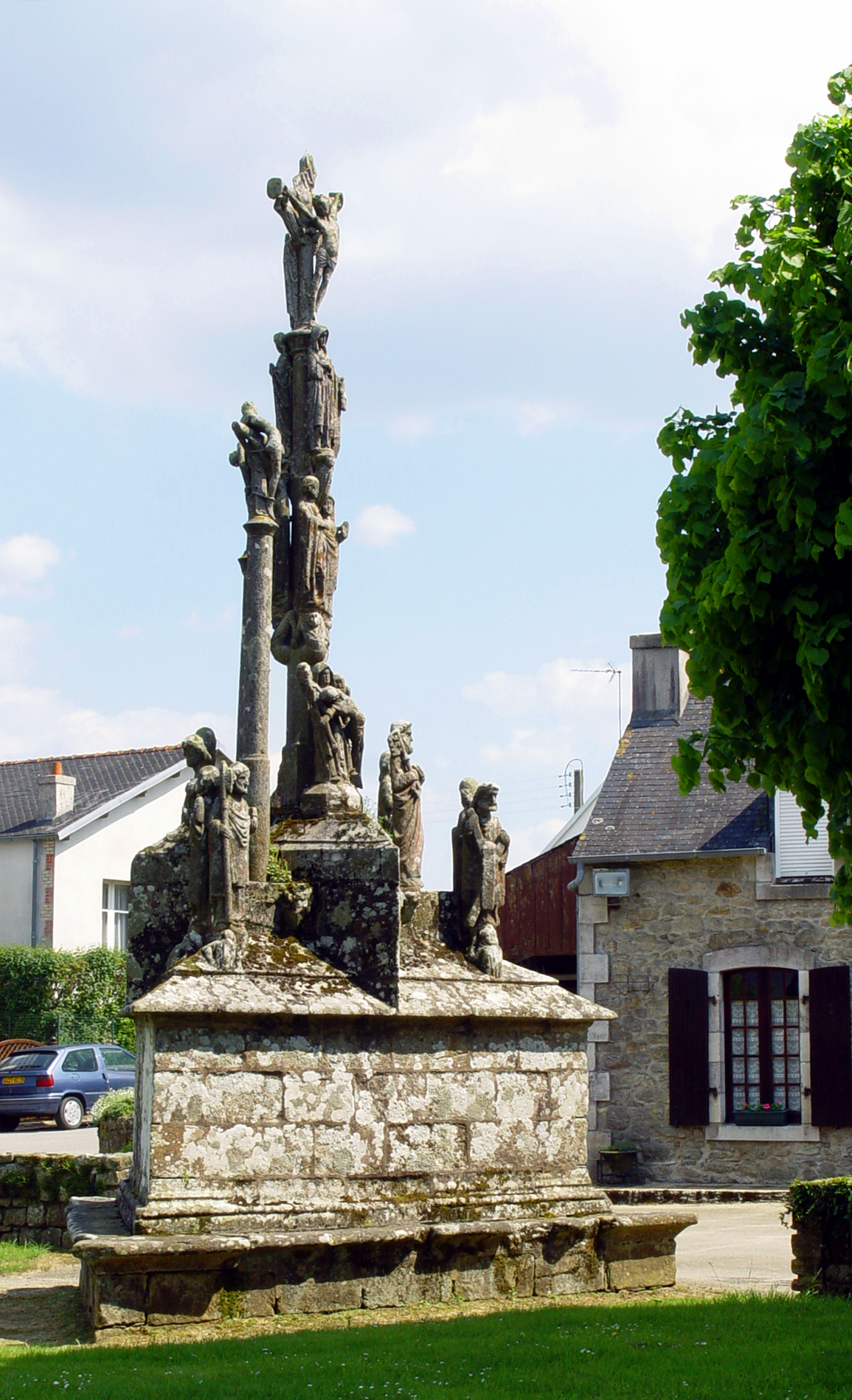
Le calvaire de Quilinen vu du nord
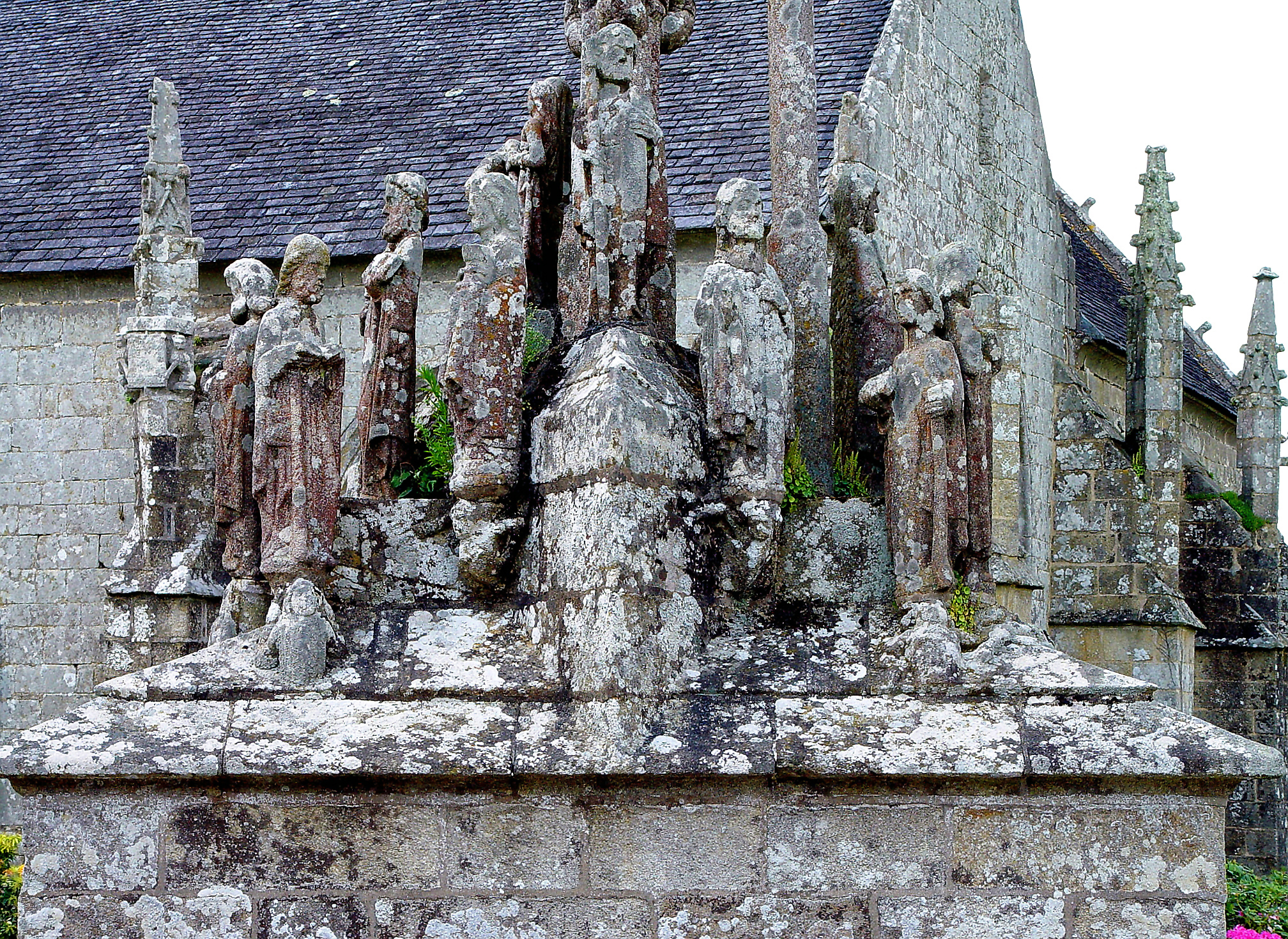
La base du calvaire de Quilinen vue du sud
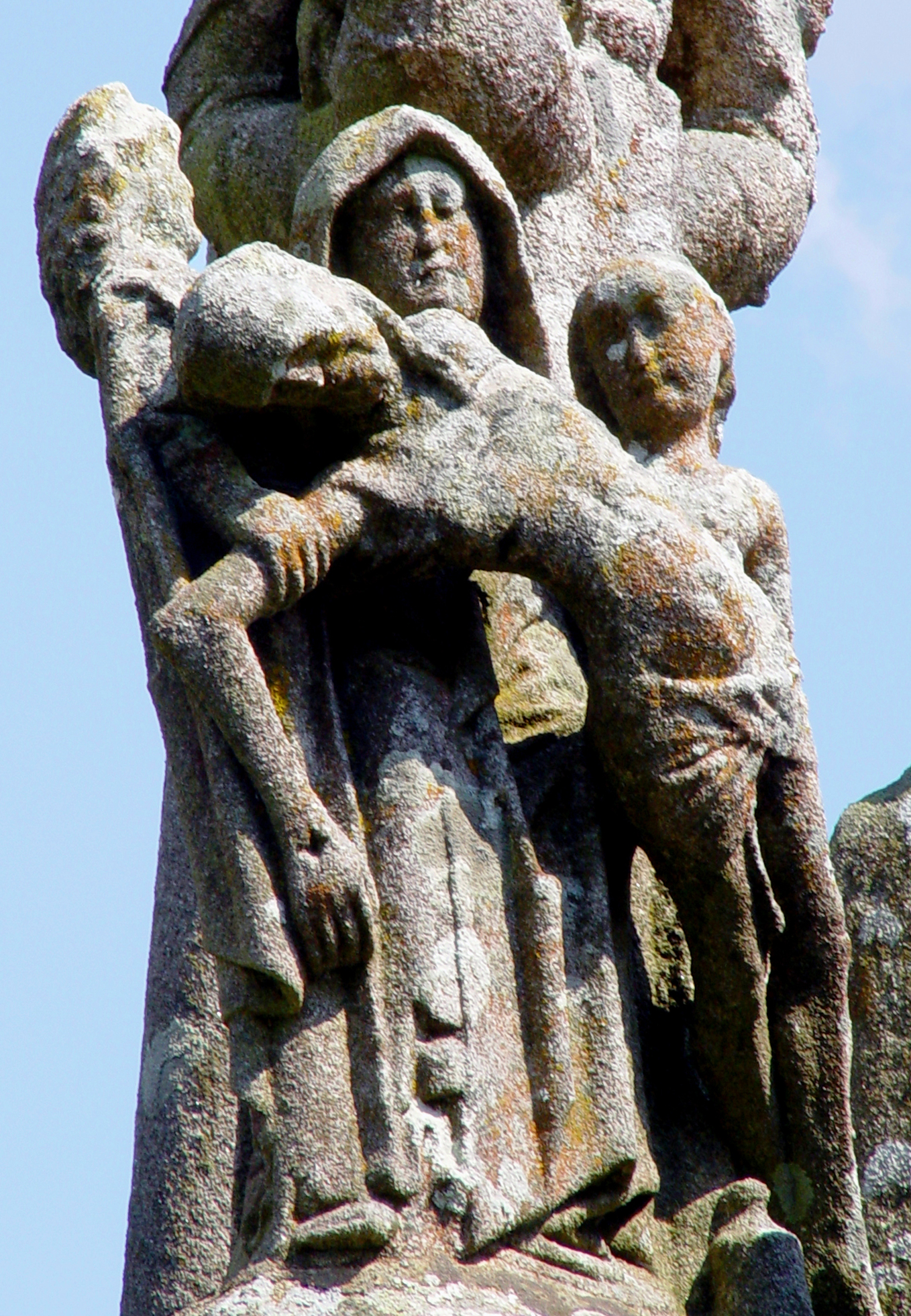
La pietà du calvaire de Quilinen
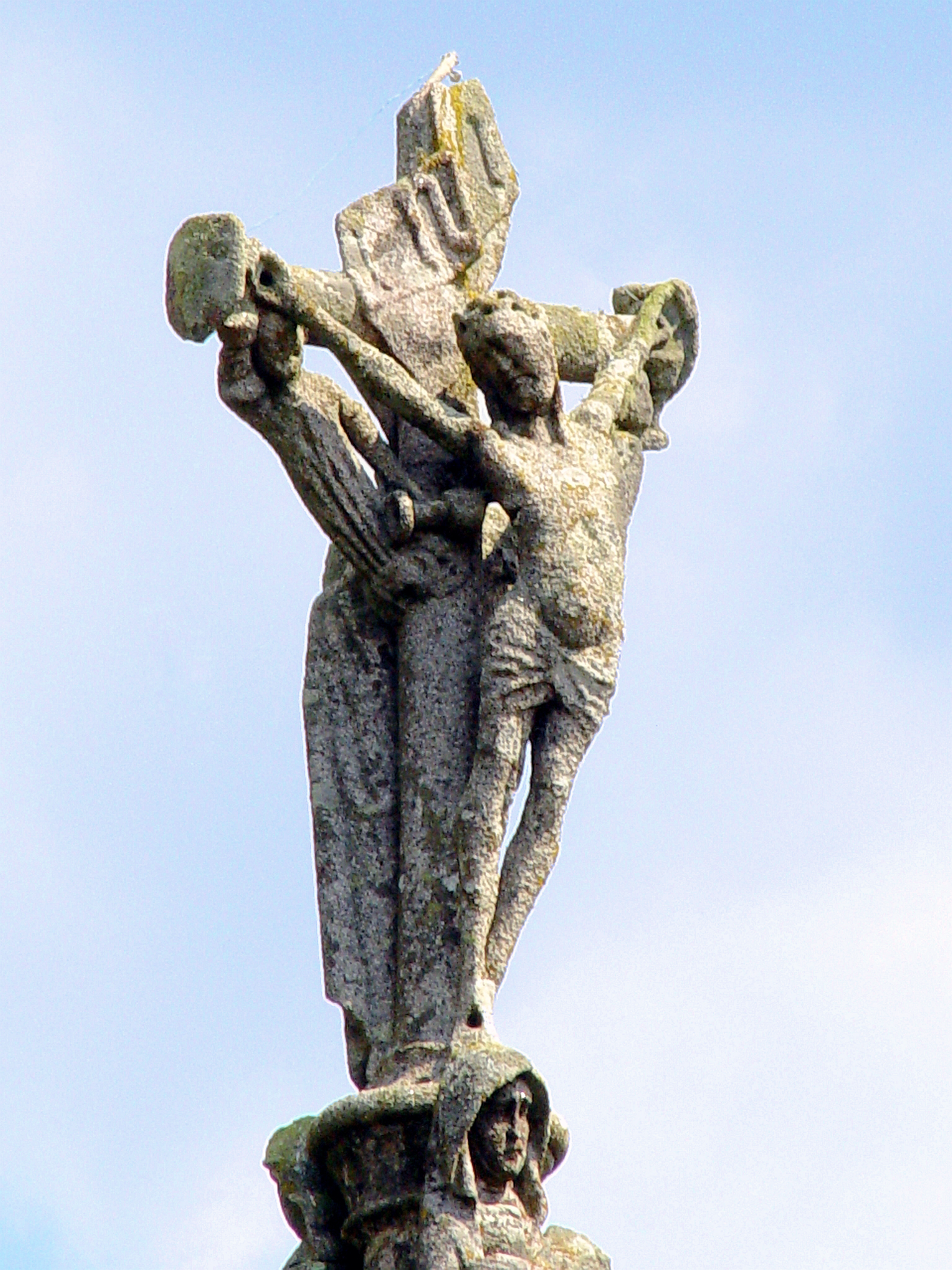
Calvaire de Quilinen : Christ en croix
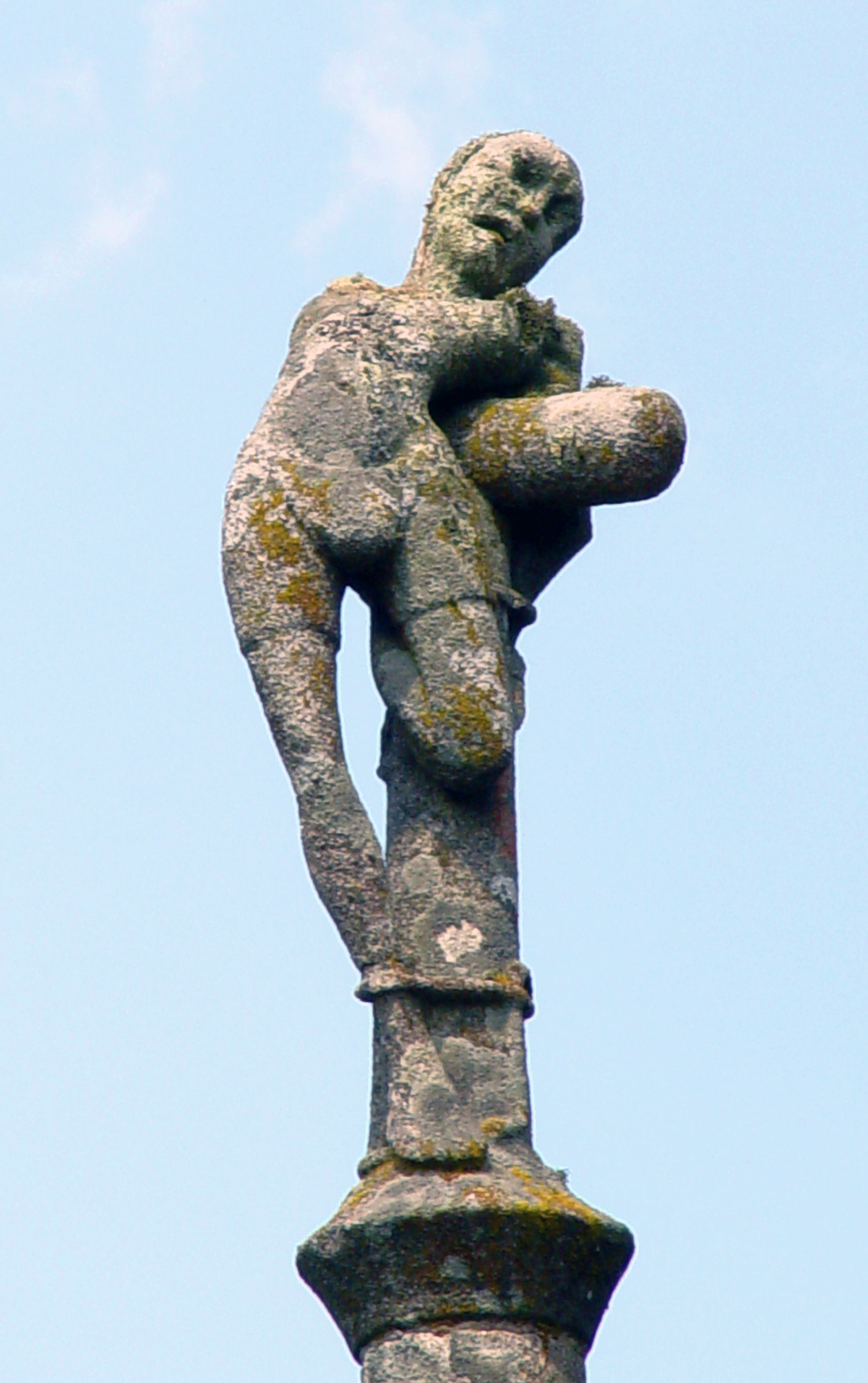
Calvaire de Quilinen : le Bon Larron
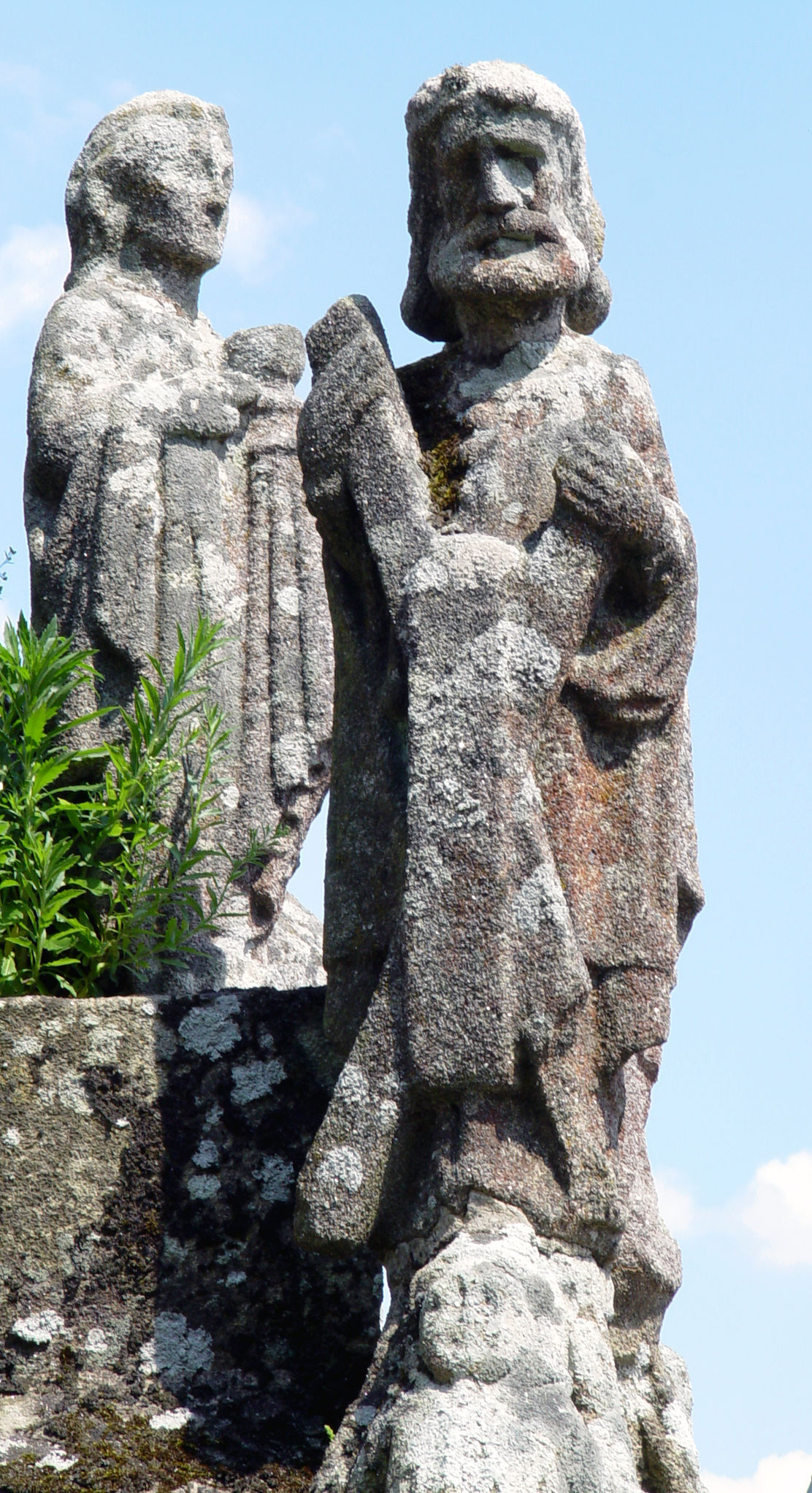
Calvaire de Quilinen : Saint André
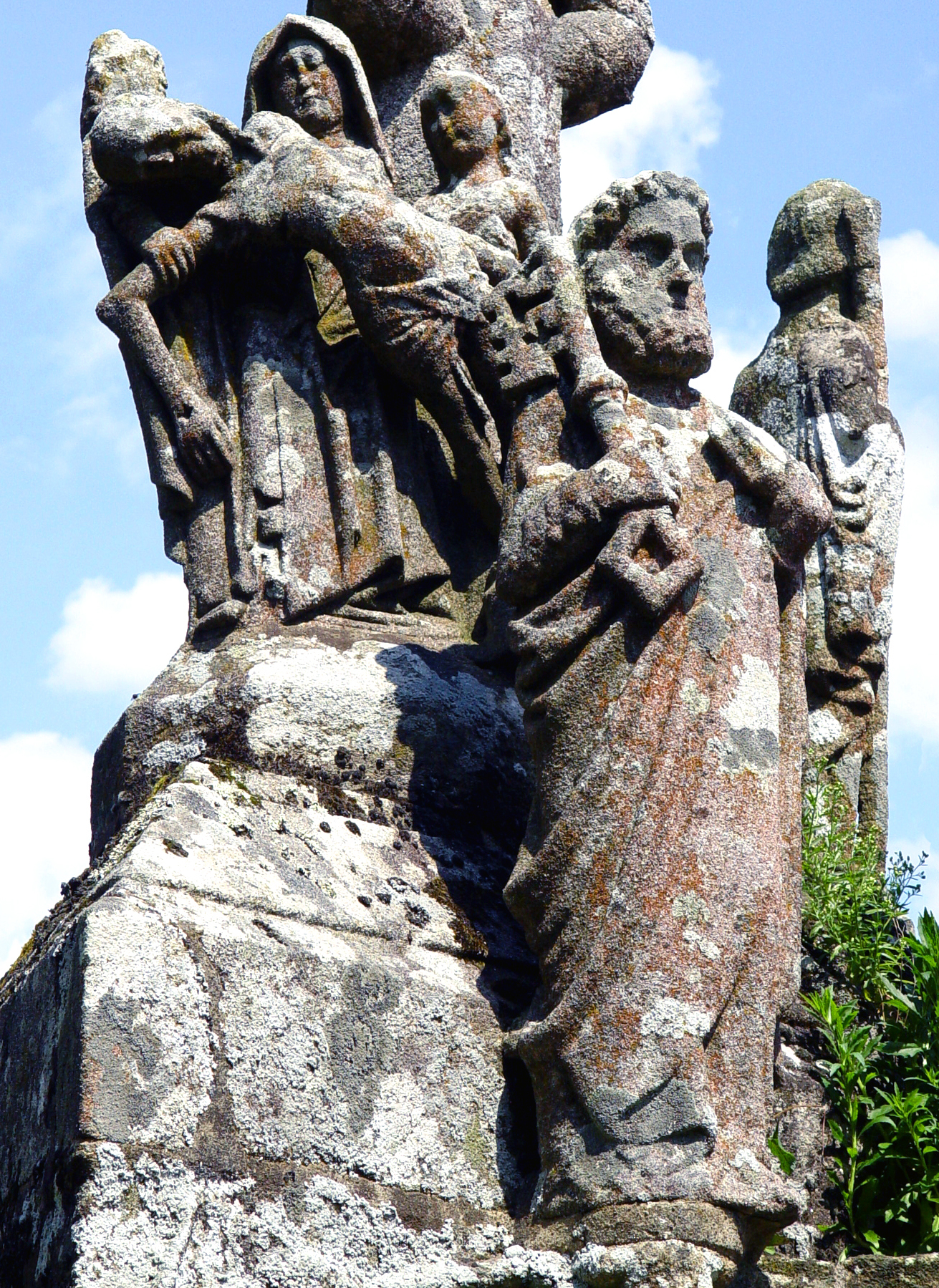
Calvaire de Quilinen : Vierge de Pitié et saint Pierre
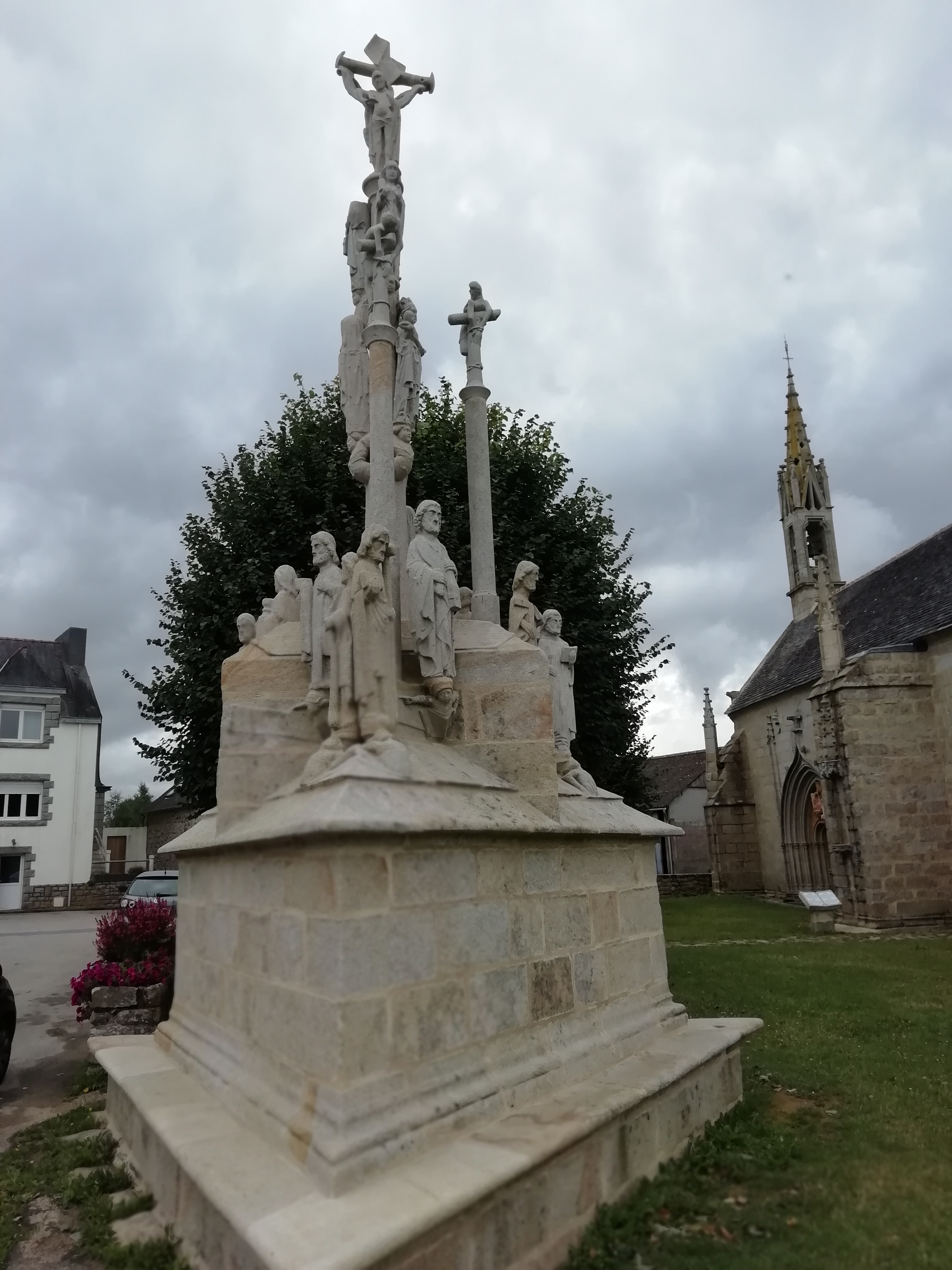
Calvaire après la restauration de 2018

### La fontaine de dévotion
La fontaine de dévotion présente encore les traces de trois écussons martelés, comme sur la chapelle et le calvaire, qui témoignaient de la participation des familles seigneuriales avoisinantes à leur construction.

## Dans la peinture

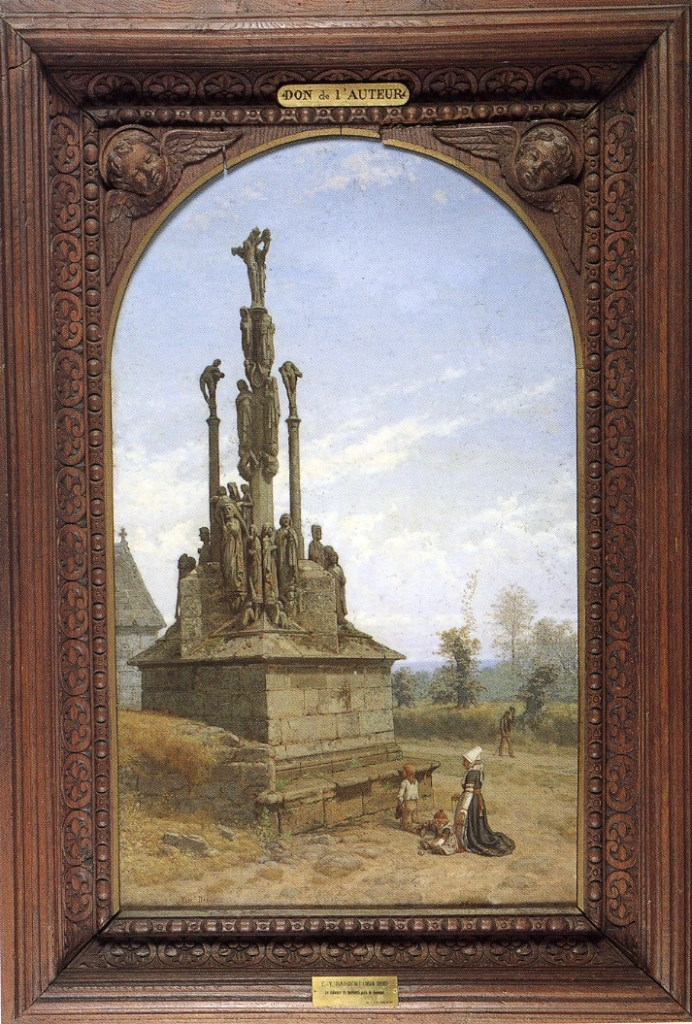
Ancien calvaire de Killinen, près de Quimper, Huile sur toile de Yan'Dargent, 1893

Le peintre Yan' Dargent représente le calvaire de Quilinen dans une huile sur toile datée de 1893, et qu'il donne en 1895 au musée des Beaux-Arts de Quimper. Il orthographie alors le lieu Killinen.